# Concertino Praga

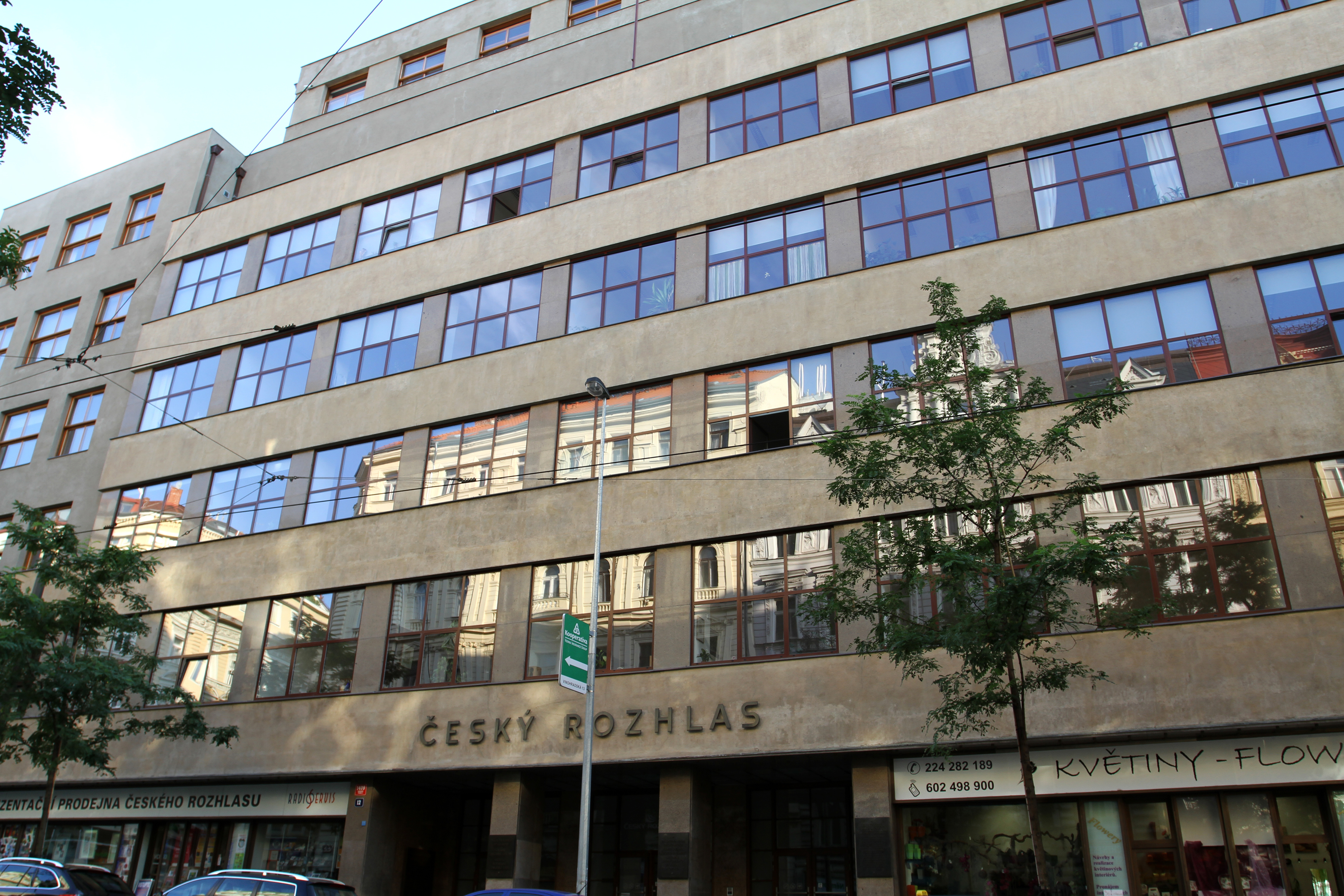
Český rozhlas, budova v Praze

Concertino Praga, Dvořákova rozhlasová mezinárodní soutěž pro mladé hudebníky, je mezinárodní soutěž pro mladé interprety v oblasti klasické hudby. Koná se každoročně od roku 1966, kdy ji založil Český rozhlas. Jedná se o multiinstrumentální soutěž, jejímž posláním je vyhledávat mimořádné talenty do 15 až 16 let. 
Soutěž má dvě kategorie, sólové a komorní hry. V kategorii sólové hry mohou soutěžit nástrojové obory housle, violoncello, klavír, cembalo, harfa, akordeon, kytara, flétna, hoboj, klarinet, saxofon, fagot, lesní roh, trubka a trombon. Kategorie komorní hry se mohou zúčastnit soubory ve složení duo až sexteto. Pořadatelem soutěže je Český rozhlas a Akademie klasické hudby.
Concertino Praga je od roku 1988 členem Evropské unie hudebních soutěží mládeže (EMCY). Je pořádáno pod záštitou Evropské vysílací unie (EBU), jejímž aktivním členem se Český rozhlas stal v roce 1993. Nahrávky a přihlášení do soutěže zajišťují členové Mezinárodní hudební rady (IMC) a Evropské hudební rady (EMC).

## Podmínky a hodnocení
Mladí umělci se mezinárodní soutěže účastní prostřednictvím zvukových nahrávek zaslaných přes oficiální webové stránky Concertino Praga. Všechny sólové výkony jsou hodnoceny společně, bez ohledu na vybraný hudební nástroj. 
Mezinárodní odborná porota posuzuje soutěžící ve třech kolech. V prvním a druhém kole porota hodnotí soutěžící anonymně na základě zaslaných nahrávek. Třetí kolo je veřejné a má formát koncertu, který probíhá v rámci mezinárodního hudebního festivalu Dvořákova Praha v pražském Rudolfinu. Ve finálovém kole doprovází sólové výkony Symfonický orchestr Českého rozhlasu. 
Výherci obdrží studijní stipendia ve výši až 5000 Eur. Laureáti mají navíc možnost vytvořit profesionální rozhlasovou nahrávku v Českém rozhlase a vystoupit na Jihočeském festivalu Concertino Praga.

## Historie

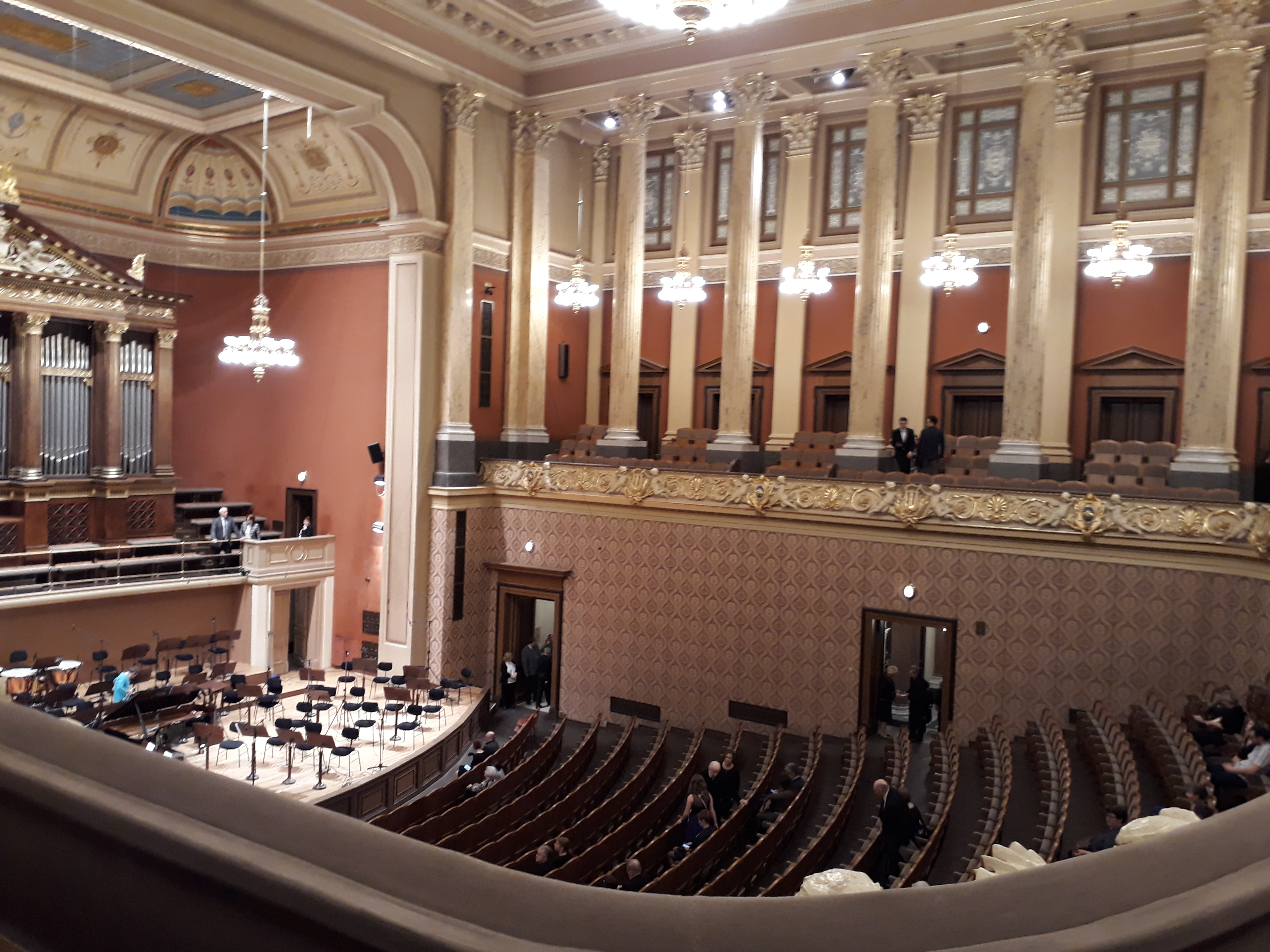
Dvořákova síň v pražském Rudolfinu

### Vznik soutěže
Počátek mezinárodní rozhlasové soutěže Concertino Praga spadá do roku 1966, kdy členové hudební redakce pro děti a mládež Československého rozhlasu oslovili rozhlasové stanice světa a požádali je o spolupráci. Koncertní setkání nejlepších mladých interpretů zorganizovali v Praze a v jižních Čechách. První koncert vítězů se konal 18. listopadu 1966 ve Dvořákově síni Domu umělců v Praze, soutěž se tehdy ještě nejmenovala Concertino Praga.
Účinkovali: Marie, Ludmila, Břetislav a Milada Vybíralovi, Dima Sitkoveckij, Cecilie Dettai, Václav Hudeček, Ljuba Timofejevová aj. V porotách zasedaly skladatelské, interpretační a pedagogické osobnosti, muzikologové, v pozdější době také zástupci EBU – Evropské vysílací unie. 

### Pořadatelé soutěže
Generace zakladatelů soutěže redaktoři Helena Karásková (cena pro absolutního vítěze nese její jméno), Miroslav Turek, Vratislav Beránek, režiséři a dramaturgové Viktor Kalabis a Ferdinand Pohlreich věnovali přípravě soutěže mimořádné úsilí a dokázali se obklopit týmem vynikajících spolupracovníků.
K redakčnímu kolektivu patřili později např. režiséři a dramaturgové Jan Valta, Otomar Kvěch a Lukáš Matoušek. Na úspěchu soutěže se dále podílely tajemnice Stanislava Střelcová, Jana Hlinková a Eva Schwarzová.
Dalším generacím, reprezentovaným jmény Jiří Štilec, Eva Ocisková, později Stanislava Střelcová, Jiří Teml, Tomáš Stavěl, Boris Kobrle, Tomáš Zikmund, Miroslav Mareš, Dagmar Henžlíková, Igor Tausinger, Jan Svejkovský, Alena Maršíková Michálková, Zdenka Vavroušková, se podařilo udržet vysokou úroveň do dnešních dnů. 
Štafetu přebíraly vysílací a organizační týmy kolem Josefa Havla, Lukáše Hurníka, Bohuslava Vítka, Libora Dřevikovského, Petra Vebera, Jiřího Vejvody, Miroslava Dittricha, Tomáše Chmelára, Nadi Mečířové, Ivy Stanglové a Jana Simona. V současnosti pečuje v Českém rozhlase o Concertino Praga tým ředitelky výroby Mgr. Kateřiny Konopáskové.

### Pravidla soutěže
Dodnes jsou platné zásady a pravidla, které zakladatelé soutěže zavedli. Dodnes si můžeme díky Českému rozhlasu vyslechnout písně slavných účastníků od Evropy přes Asii, Austrálii, Nový Zéland až po Ameriku. Stovky kvalitních soutěžních nahrávek oceněných interpretů i záznamů z koncertů obsahuje fonotéka Českého rozhlasu a vysílá je stanice Vltava.
Prostřednictvím mezinárodní redakce Českého rozhlasu se aktuální nahrávky poskytují k vysílání do zahraničí. Jsou to miliony posluchačů, které Concertino Praga pravidelně oslovuje, a prezentuje dobré jméno Českého rozhlasu ve světě. 

### Termíny soutěže
Concertino Praga pořádá soutěže v pravidelném tříletém cyklu v oborech: klavír – housle – violoncello, dechové nástroje, komorní soubory (od dvou do pěti hráčů). V roce 2007 přibyla v první kategorii kytara, v dechových oborech, které původně zahrnovaly flétnu, hoboj, klarinet, trubku a lesní roh, v roce 2008 lesní roh vystřídal fagot. Od počátku soutěže stanovili členové hudební redakce pro děti a mládež pro jednotlivé obory (kromě komorní hry) povinné skladby z dílny českých autorů různých epoch a období. Často to bylo 20. století a soudobá hudba.
Známou znělkou Concertina je po mnoho let hudební úryvek z Loutny české Adama Michny z Otradovic, části Andělské přátelství. Původně se vysílala jen v době Jihočeského festivalu. Koncerty laureátů se konaly nejčastěji v pražském Rudolfinu, z orchestrů spoluúčinkoval nejvíce SOČR s dirigenty Jiřím Bělohlávkem, Josefem Hrnčířem, Petrem Vronským, Vladimírem Válkem a dalšími umělci.

### Počet účastníků
Počty účastníků a soutěžních snímků se počítají na tisíce. 
Mezi světové interpretační hvězdy klasické hudby spojené s Concertinem Praga patří houslisté Václav Hudeček, Dmitry Sitkovetsky, Shizuka Ishikawa, Čeněk Pavlík, Sergej Stadler, Julian Rachlin, Isabelle Faust, Pavel Šporcl, Jing Wang, Miriam Contzen, Jan Mráček; violoncellisté Leonid Gorochov, Daniel Veis, Jan Páleníček, Tomáš Jamník; klavíristé Vladimír Felcman, Zoltán Kocsis, Igor Ardašev, Ivo Kahánek; varhaník Jaroslav Tůma; flétnista a dirigent Vojtěch Spurný; flétnisté Michael Martin Kofler, Petr Zejfart; hobojistka Jana Brožková, Vilém Veverka; klarinetisté Vlastimil Mareš, Sabine Meyer, Ludmila Peterková; hornista Radek Baborák; fagotista Jan Hudeček; trumpetisté Zdeněk a Jiří Šediví, Jan Hasenhörl, Leo Siberski, Giuliano Sommerhalder.

### Ceny pro výherce
Odborná porota uděluje od počátku v jednotlivých oborech soutěže 1. a 2. cenu s titulem laureát a na dalších místech čestná uznání. Na paměť zakladatelky soutěže předává od roku 1980 ministr školství absolutnímu vítězi ročníku Cenu Heleny Karáskové. 
Výherci obdrží studijní stipendia ve výši až 5000 Eur. Laureáti mají navíc možnost vytvořit profesionální rozhlasovou nahrávku v Českém rozhlase a vystoupit na Jihočeském festivalu Concertino Praga.

### Předsedové porot, významní umělci a pedagogové
- Ilja Hurník | 1966, 1967, 1990
- Václav Holzknecht | 1969, 1971, 1972, 1973, 1979, 1981, 1982, 1984, 1985, 1987
- Karel Pravoslav Sádlo | 1970
- Jiří Dvořáček | 1974
- Josef Vlach | 1975, 1976
- František Hanták | 1977, 1978
- František Šolc | 1980, 1983, 1986, 1989
- Alexandr Večtomov | 1988
- Jiří Tomášek | 1991, 1997, 2000
- Václav Junek | 1992
- Milan Slavický | 1993
- Václav Snítil | 1994
- Jiří Hlaváč | 1995, 1998, 2001, 2006, 2008
- Renate Ronnefeldová, Německo | 1996 (prezidentka Světové federace mezinárodních hudebních soutěží)
- Zuzana Růžičková | 1999, 2002
- Peter Toperczer | 2003
- Václav Hudeček | 2007
- Jiří Bárta | 2009, 2012
- Frank Reich, Německo | 2010
- Vladimír Rejlek | 2011
- Leoš Čepický | 2013
- Roland Perrenoud, Švýcarsko | 2014
- Marian Lapšanský, Slovensko | 2015
- Ivo Kahánek | 2016
- Jan Ostrý | 2017
- Michal Kaňka | 2018
- Lydie Härtelová | 2019
- Dmitrij Sitkovetskij | 2020, 2021, 2023
- Pavel Gililov | 2022
- Sarah Willis | 2024

### Země, které obeslaly soutěž
Argentina | Arménie | Austrálie | Ázerbájdžán | Belgie | Bělorusko | Berlín W. | Brazílie | Bulharsko | Černá Hora | Česko | Československo | Čína | Dánsko | Estonsko | Finsko | Francie | Chorvatsko | Irsko | Island | Izrael | Japonsko | Jugoslávie | Kanada | Korea | Kuba | Kypr | Litva | Lotyšsko | Lucembursko | Maďarsko | Moldávie | Mongolsko | NDR | Německo | Nizozemí | Norsko | Nový Zéland | Polsko | Portugalsko | Rakousko | Rumunsko | Rusko | Slovensko | Slovinsko | Sovětský svaz | Srbsko | Španělsko | Švédsko | Švýcarsko | Turecko | Ukrajina | USA | Velká Británie

## Seznam vítězů
| 2024      | SÓLOVÁ KATEGORIE | SÓLOVÁ KATEGORIE | SÓLOVÁ KATEGORIE | SÓLOVÁ KATEGORIE | SÓLOVÁ KATEGORIE |
| --------- | --- | --- | --- | --- | --- |
| 2024      | 1. cena | 2. cena | 3. cena | čestné uznání 1. stupně | čestné uznání 2. stupně |
| 2024      | Zoja Syguda (housle) | Nora Lubbadová (klavír) | Celina Höferlin (klavír) | Anke Chen (klavír) | Darin Lambrev (violoncello) Levente Bubreg (fagot) Viktor Stocker (akordeon) Matthew Stephen Hockaday (klarinet)              |
| 2023      | KOMORNÍ KATEGORIE | KOMORNÍ KATEGORIE | KOMORNÍ KATEGORIE | KOMORNÍ KATEGORIE | KOMORNÍ KATEGORIE |
| 2023      | 1. cena | 2. cena | 3. cena | čestné uznání 1. stupně | čestné uznání 2. stupně |
| 2023      | Duo Matejča-Schulmeister Daniel Matejča (housle) Jan Schulmeister (klavír) | Trio Florestan Marie Helling (housle) Anna Meipariani (violoncello) Clara Mandler (klavír) | Duo Jaklová-Mráček Veronika Jaklová (klavír) Kristian Mráček (housle)                                                              | Duo Comenius Magdalena Koudelková (klavír) Jan Bostl (klarinet)                                                                             | Sono per sono Aleksandra Piskořová (příčná flétna) Richard Irein (příčná flétna) Šimon Zajac (klavír)                         |
| 2023      | SÓLOVÁ KATEGORIE | | | | |
| 2023      | 1. cena | 2. cena | 3. cena | čestné uznání 1. stupně | čestné uznání 2. stupně |
| 2023      | Adam Znamirovský (klavír) | Fabian Johannes Egger (flétna) | Margaryta Pochebut (housle) | Denis Stefanov (klavír) | Raphael Gisbertz (housle) |
| 2023      | | | | Jamil Sadizade (klavír) | |
| 2023      | | | | Viktor Stocker (akordeon) | |
| 2022      | SÓLOVÁ KATEGORIE | SÓLOVÁ KATEGORIE | SÓLOVÁ KATEGORIE | SÓLOVÁ KATEGORIE | SÓLOVÁ KATEGORIE |
| 2022      | 1. cena | 2. cena | 3. cena | čestné uznání 1. stupně | čestné uznání 2. stupně |
| 2022      | Diana Chausheva (housle) | Filippo Lombardi (trubka) | Richard Kollert (housle) | Viktor Vichev (klavír) | Elias Keller (klavír) |
| 2022      | | | | Gretra Mandler (příčná flétna) | |
| 2022      | | | | Jamil Sadizade (klavír) | |
| 2022      | | | | Semjen Yakimov | |
| 2021      | KOMORNÍ KATEGORIE | KOMORNÍ KATEGORIE | KOMORNÍ KATEGORIE | KOMORNÍ KATEGORIE | KOMORNÍ KATEGORIE |
| 2021      | 1. cena | 2. cena | 3. cena | čestné uznání 1. stupně | čestné uznání 2. stupně |
| 2021      | Duo Mráček-Pěruška Kristian Mráček (housle) David Pěruška (violoncello) | Trio INNsolitus Bence Bubreg (klarinet) Márton Bubreg (saxofon) Felix Niederstätter (klavír) | Trio Vyšehrad Natálie Toperczerová (housle) David Pěruška (violoncello) Pavol Praženica (klavír)                                   | Veloce String Quartet Paulina Helena Tomczuk (housle) Julia Charmuszko (housle) Oliwia Stawicka (viola) Konstancja Śmietańska (violoncello) | Duo Markova-Najman Lora Markova (housle) Syon Najman (violoncello)                                                            |
| 2021      | Duo Mráček-Pěruška Kristian Mráček (housle) David Pěruška (violoncello) | Trio INNsolitus Bence Bubreg (klarinet) Márton Bubreg (saxofon) Felix Niederstätter (klavír) | Trio Vyšehrad Natálie Toperczerová (housle) David Pěruška (violoncello) Pavol Praženica (klavír)                                   | Veloce String Quartet Paulina Helena Tomczuk (housle) Julia Charmuszko (housle) Oliwia Stawicka (viola) Konstancja Śmietańska (violoncello) | Ensemble Symbolique Theodora Kopecká (flétna) Natálie Hrdová (klarinet) Františka Matoušková (hoboj) Pavol Praženica (klavír) |
| 2021      | SÓLOVÁ KATEGORIE | | | | |
| 2021      | 1. cena | 2. cena | 3. cena | čestné uznání 1. stupně | čestné uznání 2. stupně |
| 2021      | Ryan Martin Bradshaw (klavír) | Jan Schulmeister (klavír) | Ildikó Rozsonits (klavír) | Mark Anthony Lewin (housle) | Kristóf János Havasi (saxofon)                                                                                                |
| 2021      | Ryan Martin Bradshaw (klavír) | Jan Schulmeister (klavír) | Ildikó Rozsonits (klavír) | Mark Anthony Lewin (housle) | Milena Piorunska (housle) |
| 2020      | 1. cena | 2. cena | 3. cena | čestné uznání 1. stupně | čestné uznání 2. stupně |
| 2020      | Vsevolod Zavidov (klavír) | Daniel Matejča (housle) | Aleksandr Rublev (trubka) | Jan Schulmeister (klavír) | Márton Bubreg (saxofon) |
| 2020      | Vsevolod Zavidov (klavír) | Daniel Matejča (housle) | Aleksandr Rublev (trubka) | Jan Schulmeister (klavír) | Carlo Cesaraccio (hoboj) |
| 2020      | Vsevolod Zavidov (klavír) | Daniel Matejča (housle) | Aleksandr Rublev (trubka) | Jan Schulmeister (klavír) | Ivaylo Vassilev (klavír) |
| 2019      | 1. cena | 2. cena | Čestné uznání | | |
| 2019      | Wiktor Dziedzic (housle) | Lora Markova (housle) | Sofiia Yakovenko (housle) | | |
| 2019      | Wiktor Dziedzic (housle) | Lora Markova (housle) | Maria Dueňas (housle) | | |
| 2019      | Wiktor Dziedzic (housle) | Lora Markova (housle) | Klára Erdingerová (housle) | | |
| 2019      | Syon Najman (violoncello) | Mariia Slashcheva (violoncello) | Thomas Prechal (violoncello) | | |
| 2019      | Syon Najman (violoncello) | Mariia Slashcheva (violoncello) | Konstancja Smietanska (violoncello)                                                                                                | | |
| 2019      | Jan Čmejla (klavír) | Elliška Tkadlčíková (klavír) | Eva Garet (klavír) | | |
| 2019      | Jan Čmejla (klavír) | Elliška Tkadlčíková (klavír) | Gabriela Bortnowska (klavír) | | |
| 2019      | Aleksandra Arsenova (harfa) | Yelyzaveta Rakovska (harfa) | Jernej Mišič (harfa) | | |
| 2019      | Aleksandra Arsenova (harfa) | Yelyzaveta Rakovska (harfa) | Martin Sadílek (harfa) | | |
| 2019      | Aleksandra Arsenova (harfa) | Yelyzaveta Rakovska (harfa) | Victoria Markova (harfa) | | |
| 2019      | ABSOLUTNÍ VÍTĚZ – Bence Bubreg a Márton Bubreg | | | | |
| 2018      | 1. cena | 2. cena | Čestné uznání | | |
| 2018      | Kategorie DUO | Kategorie DUO | Kategorie DUO | | |
| 2018      | Márton Bubreg (saxofon) Bence Bubreg (klarinet) | Filip Martinka (klavír) Jakub William Gráf (violoncello) | Ivan Kuznetsov (housle) Arsenii Lanin (klavír)                                                                                     | | |
| 2018      | Márton Bubreg (saxofon) Bence Bubreg (klarinet) | Filip Martinka (klavír) Jakub William Gráf (violoncello) | Dimitar Dimitrov (klavír) Nikolay Dimtrov (flétna)                                                                                 | | |
| 2018      | Kategorie TRIO | Kategorie TRIO | Kategorie TRIO | | |
| 2018      | Johanna Schneegans (zobcová flétna) Matteo Hornig (kytara) Arnold Maklezow (akordeon) | Wiktor Dziedzic (housle) Konstancja Śmietańska (violoncello) Gabriela Bortnowska (klavír) | Adéla Mottlová (klavír) Štěpánka Plocková (violoncello) Theodora Kopecká (flétna)                                                  | | |
| 2018      | Kategorie KVARTETO | Kategorie KVARTETO | Kategorie KVARTETO | | |
| 2018      | Cena nebyla udělena | Victor Trenev (housle) Nia Lecheva (housle) Sirma Baramova (viola) Syon Najman (violoncello) | Cena nebyla udělena | | |
| 2018      | Kategorie KVINTETO | Kategorie KVINTETO | Kategorie KVINTETO | | |
| 2018      | Cena nebyla udělena | Elisaveta Lenkina (flétna) Aglaia Golubeva (hoboj) Ksenia Melnik (klarinet) Ivan Loktionov (fagot) Ivan Kukolev (lesní roh)                                                                                   | Cena nebyla udělena | | |
| 2018      | ABSOLUTNÍ VÍTĚZ – Bence Bubreg a Márton Bubreg | | | | |
| 2017      | 1. cena | 2. cena | Čestné uznání | | |
| 2017      | Uliana Zhivitckaia (flétna) | Cena nebyla udělena | Sofiia Matviienko (flétna) | | |
| 2017      | Uliana Zhivitckaia (flétna) | Cena nebyla udělena | Eliška Hejhalová (flétna) | | |
| 2017      | Cena nebyla udělena | Timofei Iakhnov (hoboj) | Varvara Petrova (hoboj) | | |
| 2017      | Andrey Ryazantsev (klarinet) | Alise Gavare (klarinet) | Gabriela Matoušková (klarinet) | | |
| 2017      | Andrey Ryazantsev (klarinet) | Alise Gavare (klarinet) | Adam Riethof (klarinet) | | |
| 2017      | Adam Plšek (fagot) | Cena nebyla udělena | Cena nebyla udělena | | |
| 2017      | ABSOLUTNÍ VÍTĚZ – Uliana Zhivitckaia | | | | |
| 2016      | 1. cena | 2. cena | Čestné uznání | | |
| 2016      | Elizaveta Kliuchereva (klavír) | Arina Pan (klavír) | Dmitry Yudin (klavír) | | |
| 2016      | Isabella Perron (housle) | Pavla Tesařová (housle) | Liliana Dulanská (housle) | | |
| 2016      | Isabella Perron (housle) | Pavla Tesařová (housle) | Raluca Malina Ciobanu (housle) | | |
| 2016      | Maria Zaytseva (violoncello) | Corneliu Zirbo (violoncello) | Cena nebyla udělena | | |
| 2016      | ABSOLUTNÍ VÍTĚZ – Maria Zaytseva | | | | |
| 2015      | 1. cena | 2. cena | Čestné uznání | | |
| 2015      | Kategorie DUO | Kategorie DUO | Kategorie DUO | | |
| 2015      | Matyáš Novák (klavír) Larisa Palochová (housle) | Ondřej Zavadil (klavír) Vilém Vlček (violoncello) | Charlotte Kuffer (flétna) Max Vogler (hoboj)                                                                                       | | |
| 2015      | Matyáš Novák (klavír) Larisa Palochová (housle) | Ondřej Zavadil (klavír) Vilém Vlček (violoncello) | Nikita Korovin (klavír) Egor Mestergazi (klarinet)                                                                                 | | |
| 2015      | Kategorie TRIO | Kategorie TRIO | Kategorie TRIO | | |
| 2015      | Filip Zaykov (housle) Adam Riethof (klarinet) Martin Chudada (klavír) | Matyáš Houf (barokní flétna) Anna Mimrová (cembalo) Dominik Velek (violoncello) | Bogdana Burin (housle) Michaela Petrova (klavír) Kalina Mincheva (housle)                                                          | | |
| 2015      | Filip Zaykov (housle) Adam Riethof (klarinet) Martin Chudada (klavír) | Matyáš Houf (barokní flétna) Anna Mimrová (cembalo) Dominik Velek (violoncello) | Mila Mihova (klavír) Debora Stefanova (housle) Momchil Pandev (violoncello)                                                        | | |
| 2015      | ABSOLUTNÍ VÍTĚZ – Matyáš Novák a Larisa Palochová | | | | |
| 2014      | 1. cena | 2. cena | Čestné uznání | | |
| 2014      | Maria Filippova (flétna) | Dóra Anna Kovács (flétna) | Mila Tsankova (flétna) | | |
| 2014      | Cena nebyla udělena | Cena nebyla udělena | Ekaterina Voroshilova (hoboj) | | |
| 2014      | Matouš Kopáček (klarinet) | Seraphin Maurice Lutz (klarinet) | Adam Riethof (klarinet) | | |
| 2014      | Luka Mitev (fagot) | Cena nebyla udělena | Adam Plšek (fagot) | | |
| 2014      | Vilém Hofbauer (trubka) | László Kunkli (trubka) | Cena nebyla udělena | | |
| 2014      | ABSOLUTNÍ VÍTĚZ – Matouš Kopáček | | | | |
| 2013      | 1. cena | 2. cena | Čestné uznání | | |
| 2013      | Victor Maslov (klavír) | Pavel Verkhaturov (klavír) | Alexandru Cadmiel Botac (klavír)                                                                                                   | | |
| 2013      | Victor Maslov (klavír) | Pavel Verkhaturov (klavír) | Matyáš Novák (klavír) | | |
| 2013      | Maria-Alexandra Bobeico (housle) | Cena nebyla udělena | Martina Miedl (housle) | | |
| 2013      | Maria-Alexandra Bobeico (housle) | Cena nebyla udělena | Leong Kerson (housle) | | |
| 2013      | Cena nebyla udělena | Cena nebyla udělena | Vilém Vlček (violoncello) | | |
| 2013      | Barbora Kubíková (klasická kytara) | Hedvika Švendová (klasická kytara) | Yosif Shukerov (klasiká kytara) | | |
| 2013      | ABSOLUTNÍ VÍTĚZ – Victor Maslov | | | | |
| 2012      | 1. cena | 2. cena | Čestné uznání | | |
| 2012      | Kategorie DUO | Kategorie DUO | Kategorie DUO | | |
| 2012      | Marie Luise-Kuhnert (akordeon) Thurid Pribbernow (housle) | Vilém Petras (violoncello) Jakub Škampa (klavír) | Taisia Kuznetsova (housle) Ilya Shmukler (klavír)                                                                                  | | |
| 2012      | Marie Luise-Kuhnert (akordeon) Thurid Pribbernow (housle) | Vilém Petras (violoncello) Jakub Škampa (klavír) | Dina Muhametova (housle) Iryna Cherkashyna (klavír)                                                                                | | |
| 2012      | Kategorie TRIO | Kategorie TRIO | Kategorie TRIO | | |
| 2012      | Rossen Gamev (housle) Penka Petkova (violoncello) Yoana Lambreva (klavír) | Julie Svěcená (housle) Libor Suchý (klarinet) Matyáš Novák (klavír) | Veronika Kahrer (housle) Alexandra Kahrer (violoncello) Linda Wu (klavír)                                                          | | |
| 2012      | Rossen Gamev (housle) Penka Petkova (violoncello) Yoana Lambreva (klavír) | Julie Svěcená (housle) Libor Suchý (klarinet) Matyáš Novák (klavír) | Tomás Moital (bicí) Miguel Filipe (bicí) André Camacho (bicí)                                                                      | | |
| 2012      | Kategorie KVARTETO | Kategorie KVARTETO | Kategorie KVARTETO | | |
| 2012      | Cena nebyla udělena | Cena nebyla udělena | Ruth Müller (housle) Mathilde Kühn (housle) Bennet Norrice Ortmann (viola) Lukas Plag (violoncello)                                | | |
| 2012      | ABSOLUTNÍ VÍTĚZ – Rossen Gamev , Penka Petkova a Yoana Lambreva | | | | |
| 2011      | 1. cena | 2. cena | Čestné uznání | | |
| 2011      | Veronika Blachuta (flétna) | Yuliana Padalko (flétna) | Matvey Demin (flétna) | | |
| 2011      | Veronika Blachuta (flétna) | Yuliana Padalko (flétna) | Barbora Haasová (flétna) | | |
| 2011      | Veronika Blachuta (flétna) | Yuliana Padalko (flétna) | Ksenia Arsenova (flétna) | | |
| 2011      | Cena nebyla udělena | Olga Tikhomirova (hoboj) | Cena nebyla udělena | | |
| 2011      | Magdalena Faust (klarinet) | Alexey Vovchenko (klarinet) | Blaž Šparovec (klarinet) | | |
| 2011      | Magdalena Faust (klarinet) | Alexey Vovchenko (klarinet) | Libor Suchý (klarinet) | | |
| 2011      | Arseniy Shkaptsov (fagot) | Daniela Statkova (fagot) | Cena nebyla udělena | | |
| 2011      | Cena nebyla udělena | Walter Hofbauer (trubka) | Dmitry Krayduba (trubka) | | |
| 2011      | Cena nebyla udělena | Walter Hofbauer (trubka) | Dávid Pollák (trubka) | | |
| 2011      | ABSOLUTNÍ VÍTĚZ – Veronika Blachuta | | | | |
| 2010      | 1. cena | 2. cena | Čestné uznání | | |
| 2010      | Anastasia Vorotnaya (klavír) | Barbora Brabcová (klavír) | Magdalena Hrudová (klavír) | | |
| 2010      | Julie Svěcená (housle) | Mariance Di Tomaso (housle) | Anna Luisa Mahaffy (housle) | | |
| 2010      | Vsevolod Guzov (violoncello) | Cena nebyla udělena | Hrvoje Hrešć (housle) | | |
| 2010      | Veronika Hrdová (klasická kytara) | Gleb Laskin (klasická kytara) | Stella Maria Schletterer (klasická kytara)                                                                                         | | |
| 2010      | ABSOLUTNÍ VÍTĚZ – Anastasia Vorotnaya | | | | |
| 2009      | 1. cena | 2. cena | Čestné uznání | | |
| 2009      | Kategorie DUO | Kategorie DUO | Kategorie DUO | | |
| 2009      | Šimon Michal (housle) Matouš Michal (housle) | Barbara Malcolm (housle ) Joanna Kacperek (klavír ) | Tsinman Nikolay (violoncello) Yulia Vanyushina (klavír)                                                                            | | |
| 2009      | Šimon Michal (housle) Matouš Michal (housle) | Barbara Malcolm (housle ) Joanna Kacperek (klavír ) | Aleksandra Pykacz (violoncello) Tomasz Zajac (klavír)                                                                              | | |
| 2009      | Šimon Michal (housle) Matouš Michal (housle) | Barbara Malcolm (housle ) Joanna Kacperek (klavír ) | Matilde Loureiro (housle) Taíssa Cunha (klavír)                                                                                    | | |
| 2009      | Kategorie TRIO | Kategorie TRIO | Kategorie TRIO | | |
| 2009      | Cena nebyla udělena | Cena nebyla udělena | Pavel Zemen (klarinet) Pavel Plašil (klarinet) Vojtěch Hájek (klarinet)                                                            | | |
| 2009      | Kategorie KVARTETO | Kategorie KVARTETO | Kategorie KVARTETO | | |
| 2009      | Anežka Vargová (flétna) Zdeňka Hanzliková(flétna) Klára Škodová (flétna) Barbora Brabcová (klavír)                                                                                              | Cena nebyla udělena | Andrea Goleva (flétna) Ljuba Manasieva (hoboj) Lubomira Mihaylova (klarinet) Daniela Statkova (fagot)                              | | |
| 2009      | ABSOLUTNÍ VÍTĚZ – Šimon Michal a Matouš Michal | | | | |
| 2008      | 1. cena | 2. cena | Čestné uznání | | |
| 2008      | Daniela Koch (flétna) | Daniela Koch (flétna) | Lívia Duleba (flétna) | | |
| 2008      | Narek Arutyunyan (klarinet) | Sergey Yeletskiy (klarinet) | Cena nebyla udělena | | |
| 2008      | Denisa Gřonková (hoboj) | Alexander Vvedenskiy (hoboj) | Cena nebyla udělena | | |
| 2008      | Mikhail Gayduk (trubka) | Pavel Janeček (trubka) | Cena nebyla udělena | | |
| 2008      | Bálint Mohai (fagot) | Jan Hudeček (fagot) | Cena nebyla udělena | | |
| 2008      | ABSOLUTNÍ VÍTĚZ – Daniela Koch | | | | |
| 2007      | 1. cena | 2. cena | Čestné uznání | | |
| 2007      | Alexey Sychev (klavír) | Anna Buchberger (klavír) | Cristiana Mihart (klavír) | | |
| 2007      | Sergey Pospelov (housle) | Barbora Valečková (housle) | Cena nebyla udělena | | |
| 2007      | Petr Špaček (violoncello) | Petra Kušan (violoncello) | Cena nebyla udělena | | |
| 2007      | Judith Bunk (klasická kytara) | Cena nebyla udělena | Francisco Franco (klasická kytara)                                                                                                 | | |
| 2007      | ABSOLUTNÍ VÍTĚZ – Alexey Sychev | | | | |
| 2006      | 1. cena | 2. cena | Čestné uznání | | |
| 2006      | Kategorie DUO | Kategorie DUO | Kategorie DUO | | |
| 2006      | Jakub Junek (housle) Ivan Vokáč (violoncello) | Felix Key Weber (housle) Anne Weber (viola) | Nik Chooi i (housle) Avan Yu (klavír)                                                                                              | | |
| 2006      | Kategorie TRIO | Kategorie TRIO | Kategorie TRIO | | |
| 2006      | Vera Lopatina (housle) Arsenyi Chubachin (violoncello) Olga Kirpichyova(klavír) | Petr Matěják (housle) Marie Šimková (violoncello) Lukáš Klánský (klavír) | Jana Kubánková (housle) Petr Mašlaň (violoncello) Adéla Donovalová (klavír)                                                        | | |
| 2006      | Kategorie KVARTETO | Kategorie KVARTETO | Kategorie KVARTETO | | |
| 2006      | Lukáš Stepp (housle) Felicia Stepp (housle) Katharina Henke (viola) Jakob Sebastian Stepp (violoncello)                                                                                         | Cena nebyla udělena | Anatolyi Gumeniuk (alt saxofon) Eugenia Shvecova (alt & sopr. saxofon) Ivanka Oliynyk (saxofon) Mykhaylo Zaikin (saxofon)          | | |
| 2006      | Kategorie KVINTETO | Kategorie KVINTETO | Kategorie KVINTETO | | |
| 2006      | Lia Petrova (housle) Kristina Hinova (housle) Svetlana Berova (viola) Lilyana Kehayova (violoncello) Georgi Peychev (klavír)                                                                    | Cena nebyla udělena | Roman Prosetskiy (hoboj) Darya Kameneva (klavír) Dmitriy Prokopov (fagot) Dmitriy Ribalko (klarinet)                               | | |
| 2006      | Lia Petrova (housle) Kristina Hinova (housle) Svetlana Berova (viola) Lilyana Kehayova (violoncello) Georgi Peychev (klavír)                                                                    | Cena nebyla udělena | Gatis Gorkuša (trubka) Miks Bankevics (lesní roh) Rihards Verinš (lesní roh) Nauris Strežs (trombón) Janis Kagis (tuba)            | | |
| 2006      | ABSOLUTNÍ VÍTĚZ – Jakub Junek a Ivan Vokáč | | | | |
| 2004/2005 | 1. cena | 2. cena | Čestné uznání | | |
| 2004/2005 | Cena nebyla udělena | Martina Kuštárová (flétna) | Tünde Molnár (flétna) | | |
| 2004/2005 | Alexandr Jegorov (hoboj) | Markéta Halamová (hoboj) | Cena nebyla udělena | | |
| 2004/2005 | Vasilij Bělov (klarinet) | Michael Mering (klarinet) | Kristaps Catlaks (klarinet) | | |
| 2004/2005 | Vasilij Bělov (klarinet) | Michael Mering (klarinet) | Renata Raková (klarinet) | | |
| 2004/2005 | Anna Magdalena Euen (lesní roh) | Cena nebyla udělena | Cena nebyla udělena | | |
| 2004/2005 | Rita Thiem (trubka) | Gatis Gorkuša (trubka) | István Baráth (klarinet) | | |
| 2004/2005 | Rita Thiem (trubka) | Gatis Gorkuša (trubka) | Florian Brunmayr (klarinet) | | |
| 2004/2005 | Rita Thiem (trubka) | Gatis Gorkuša (trubka) | Jaan Ots (klarinet) | | |
| 2004/2005 | ABSOLUTNÍ VÍTĚZ – Vasilij Bělov | | | | |
| 2003      | 1. cena | 2. cena | Čestné uznání | | |
| 2003      | Marie Al-Ashhabová (klavír) | Alexander Kudrjavcev (klavír) | Anna Fedorova (klavír) | | |
| 2003      | Marie Al-Ashhabová (klavír) | Alexander Kudrjavcev (klavír) | Sara Vujadinovič (klavír) | | |
| 2003      | Marie Al-Ashhabová (klavír) | Alexander Kudrjavcev (klavír) | Lucie Valčová (klavír) | | |
| 2003      | Hellen Weiss (housle) | Markéta Janoušková (housle) | Olga Piskórz (housle) | | |
| 2003      | Fjodor Amosov (violoncello) | Zita Varga (violoncello) | Michael Petrov (violoncello) | | |
| 2003      | Fjodor Amosov (violoncello) | Zita Varga (violoncello) | Tomasz Daroch (violoncello) | | |
| 2003      | ABSOLUTNÍ VÍTĚZ – Hellen Weiss | | | | |
| 2002      | 1. cena | 2. cena | Čestné uznání | | |
| 2002      | Kategorie DUO | Kategorie DUO | Kategorie DUO | | |
| 2002      | Stanislav Lukš (housle) Jakub Metelka (klavír) | Dorle Fassmann (housle) Theresia Meyer (housle) | Therese Andersen (housle) Emil Gryesten Jensen (klavír)                                                                            | | |
| 2002      | Stanislav Lukš (housle) Jakub Metelka (klavír) | Dorle Fassmann (housle) Theresia Meyer (housle) | Tomáš Jamník (violoncello) Pavel Voráček (klavír)                                                                                  | | |
| 2002      | Stanislav Lukš (housle) Jakub Metelka (klavír) | Dorle Fassmann (housle) Theresia Meyer (housle) | Petr Kubík (klarinet) Jan Dušek (klavír)                                                                                           | | |
| 2002      | Stanislav Lukš (housle) Jakub Metelka (klavír) | Dorle Fassmann (housle) Theresia Meyer (housle) | Rositsa Chopeva (housle) Nona Krincheva (klavír)                                                                                   | | |
| 2002      | Kategorie TRIO | Kategorie TRIO | Kategorie TRIO | | |
| 2002      | Cena nebyla udělena | Kristiana Širante (flétna) Valters Püce (violoncello) Arturs Cingujevs (klavír) | Cena nebyla udělena | | |
| 2002      | Kategorie KVARTETO | Kategorie KVARTETO | Kategorie KVARTETO | | |
| 2002      | Cena nebyla udělena | Simona Polakovičová (flétna) Jan Krch (flétna) Petra Křišťanová (flétna) Martin Mikuláš (flétna) | Cena nebyla udělena | | |
| 2002      | Cena nebyla udělena | Alice Wignjosaputro (housle) Melibea Abaga (housle) Martin Schäfer (viola) Ole Hansen (violoncello) | Cena nebyla udělena | | |
| 2002      | Kategorie KVINTETO | Kategorie KVINTETO | Kategorie KVINTETO | | |
| 2002      | Cena nebyla udělena | Petya Eneva (housle) Dora Kehayova (housle) Ivajlo Donailov (viola) Marina Hinova (violoncello) Alina Komitova (klavír)                                                                                       | Cena nebyla udělena | | |
| 2002      | ABSOLUTNÍ VÍTĚZ – Stanislav Lukš a Jakub Metelka | | | | |
| 2001      | 1. cena | 2. cena | Čestné uznání | | |
| 2001      | Júlia Somogyi (flétna) | Cena nebyla udělena | Jozef Hamerník (flétna) | | |
| 2001      | Júlia Somogyi (flétna) | Cena nebyla udělena | Karina Jandl (flétna) | | |
| 2001      | Kristina Vaculová (flétna) | Cena nebyla udělena | Andreas Kißling (flétna) | | |
| 2001      | Kristina Vaculová (flétna) | Cena nebyla udělena | Iveta Kundrátová (flétna) | | |
| 2001      | Maxim Orechov (hoboj) | Cena nebyla udělena | Magdalena Karolak (hoboj) | | |
| 2001      | Valentin Uriupin (klarinet) | Martinš Circenis (klarinet) | Nikita Agafonov (klarinet) | | |
| 2001      | Cena nebyla udělena | Cena nebyla udělena | Endre Polyák (lesní roh) | | |
| 2001      | Giuliano Sommerhalder (trubka) | Cena nebyla udělena | Tamás Kovács (trubka) | | |
| 2001      | Giuliano Sommerhalder (trubka) | Cena nebyla udělena | Jan Linda (trubka) | | |
| 2001      | ABSOLUTNÍ VÍTĚZ – Giuliano Sommerhalder | | | | |
| 2000      | 1. cena | 2. cena | Čestné uznání | | |
| 2000      | Konstantin Šamraj (klavír) | Cena nebyla udělena | Suzanna Hlinka (klavír) | | |
| 2000      | Konstantin Šamraj (klavír) | Cena nebyla udělena | Veronika Böhmová (klavír) | | |
| 2000      | Jie – Hua Zhu (klavír) | Cena nebyla udělena | Jan Gazdzicki (klavír) | | |
| 2000      | Jie – Hua Zhu (klavír) | Cena nebyla udělena | Stefan Stroissing (klavír) | | |
| 2000      | Jing Wang (housle) | Cena nebyla udělena | Denise Nittel (housle) | | |
| 2000      | Jing Wang (housle) | Cena nebyla udělena | Katrin Krutina (housle) | | |
| 2000      | Leticia Muňoz (housle) | Cena nebyla udělena | Krzysztof Specjal (housle) | | |
| 2000      | Leticia Muňoz (housle) | Cena nebyla udělena | Eugene Nakamura (housle) | | |
| 2000      | Ralf-Andreas Stürzinger (violoncello) | Cena nebyla udělena | Tomáš Jamník (violoncello) | | |
| 2000      | Leonard Elschenbroich (violoncello) | Cena nebyla udělena | Ruslans Vilenskis (violoncello) | | |
| 2000      | ABSOLUTNÍ VÍTĚZ – Ralf-Andreas Stürzinger | | | | |
| 1999      | 1. cena | 2. cena | Čestné uznání | | |
| 1999      | Kategorie DUO | Kategorie DUO | Kategorie DUO | | |
| 1999      | Antonia Lambova (klavír) Valia Dervenska (housle) | Johanna Gröbner (klavír) Veronika Trisko (klavír) | Matěj Arendárik (klavír) Alexej Rosík (housle)                                                                                     | | |
| 1999      | Antonia Lambova (klavír) Valia Dervenska (housle) | Johanna Gröbner (klavír) Veronika Trisko (klavír) | Matthias Böhringer (klavír) Sara Löffelhardt (housle)                                                                              | | |
| 1999      | Kategorie TRIO | Kategorie TRIO | Kategorie TRIO | | |
| 1999      | Ieva Rutentale (flétna) Guna Paula (flétna) Lauma Skride (klavír) | Cornelia Eder (klavír) Anna Knopp (housle) Stefanie Prenn (violoncello) | Renata Poliaková (klavír) Monika Vavřínková (housle) Petr Nouzovský (violoncello)                                                  | | |
| 1999      | Kategorie KVARTETO | Kategorie KVARTETO | Kategorie KVARTETO | | |
| 1999      | Franziska Hölscher (housle) Katharina Uhde (housle) Simone Jandl (viola) Tatjana Uhde (violoncello)                                                                                             | Roman Hranička (housle) Petra Vilánková (housle) Barbora Veisová (viola) Šimon Veis (violoncello) | Pavel Tovpič (klavír) Ilja Kozlov (housle) Andrej Penjugin (viola) Nikolaj Simaletdinov (violoncello)                              | | |
| 1999      | ABSOLUTNÍ VÍTĚZ – Antonia Lambova a Valia Dervenska | | | | |
| 1998      | 1. cena | 2. cena | Čestné uznání | | |
| 1998      | Szabolcs Zempléni (lesní roh) | Cena nebyla udělena | Gábor Acsai (lesní roh) | | |
| 1998      | László Kuti (klarinet) | Cena nebyla udělena | Gábor Galavics (klarinet) | | |
| 1998      | Dana Wichterlová (hoboj) | Cena nebyla udělena | Ivan Podjomov (hoboj) | | |
| 1998      | Denis Burjakov (flétna) | Cena nebyla udělena | Jana Brydniaková (flétna) | | |
| 1998      | Denis Burjakov (flétna) | Cena nebyla udělena | Ieva Rutentaleová (flétna) | | |
| 1998      | Denis Burjakov (flétna) | Cena nebyla udělena | Birgit Fluchová (flétna) | | |
|           | ABSOLUTNÍ VÍTĚZ – Szabolcs Zempléni | | | | |
| 1997      | 1. cena | 2. cena | Čestné uznání | | |
| 1997      | Dmitrij Děmjaškin (klavír) | Cena nebyla udělena | Lauma Skride (klavír) | | |
| 1997      | Gerhard Vielhaber (klavír) | Cena nebyla udělena | Arta Arnicane (klavír) | | |
| 1997      | Cena nebyla udělena | Korbinian Altenberger (housle) | Johannes Happenhofer (housle) | | |
| 1997      | Cena nebyla udělena | Marjolaine Locher (housle) | Michael Hsu (housle) | | |
| 1997      | Cena nebyla udělena | Claudius Popp (violoncello) | Boris Stanski (violoncello) | | |
| 1997      | Cena nebyla udělena | Claudius Popp (violoncello) | Sergej Suvorov (violoncello) | | |
| 1997      | ABSOLUTNÍ VÍTĚZ – Dmitrij Děmjaškin | | | | |
| 1996      | 1. cena | 2. cena | Čestné uznání | | |
| 1996      | Kategorie DUO | Kategorie DUO | Kategoriee DUO | | |
| 1996      | Mikuláš Drha (housle) Jana Drhová (klavír) | Jan Fišer (housle) František Souček (housle) | Hana Knauerová (flétna) Jan Divoký (klavír)                                                                                        | | |
| 1996      | Mikuláš Drha (housle) Jana Drhová (klavír) | Jan Fišer (housle) František Souček (housle) | Naděžda Artamonova (housle) Anna Papucha (klavír)                                                                                  | | |
| 1996      | Kategorie TRIO | Kategorie TRIO | Kategoriee TRIO | | |
| 1996      | Daniela Oerterová (housle) Helena Chytrová (housle) Miron Šmidák (klavír) | Cena nebyla udělena | Jakub Jakowicz (housle) Igor Gižewski (violoncello) Jakub Tchorzewski (klavír)                                                     | | |
| 1996      | Daniela Oerterová (housle) Helena Chytrová (housle) Miron Šmidák (klavír) | Cena nebyla udělena | Marija Krestinskaja (housle) Andrej Ivanov (violoncello) Stanislav Solovjev (klavír)                                               | | |
| 1996      | Kategorie KVARTETO | Kategorie KVARTETO | Kategoriee KVARTETO | | |
| 1996      | Cena nebyla udělena | Martinš Kalninš (klarinet) Janis Rudzitis (klarinet) Egils Šefers (klarinet) Emils Zilberts (klarinet) | Kiril Petrov (bicí nástroje) Konstantin Tzvetkov (bicí nástroje) Teodor Ivanov (bicí nástroje) Lilia Lontcheva (bicí nástroje)     | | |
| 1996      | Cena nebyla udělena | Oscar Bohorquez (housle) Fabian Wettstein (housle) Anna-Maria Wyneken (viola) Karolin Wyneken (violoncello)                                                                                                   | Kiril Petrov (bicí nástroje) Konstantin Tzvetkov (bicí nástroje) Teodor Ivanov (bicí nástroje) Lilia Lontcheva (bicí nástroje)     | | |
| 1996      | Kategorie KVINTETO | Kategorie KVINTETO | Kategoriee KVINTETO | | |
| 1996      | Cena nebyla udělena | Hana Knauerová (flétna) Přemysl Kubát (hoboj) Jan Pařík (klarinet) Martin Petrák (fagot) Ondřej Vrabec (lesní roh)                                                                                            | Cena nebyla udělena | | |
| 1996      | ABSOLUTNÍ VÍTĚZ – Mikuláš Drha a Jana Drhová | | | | |
| 1995      | 1. cena | 2. cena | Čestné uznání | | |
| 1995      | Katalin Kramarics (flétna) | Reinis Lapa (flétna) | Hana Knauerová (flétna) | | |
| 1995      | Katalin Kramarics (flétna) | Reinis Lapa (flétna) | Marianna Rács (flétna) | | |
| 1995      | Katalin Kramarics (flétna) | Reinis Lapa (flétna) | Aglaja Uljanova (flétna) | | |
| 1995      | Katalin Kramarics (flétna) | Reinis Lapa (flétna) | Olga Vorošilova (flétna) | | |
| 1995      | Zoltán Kovács (klarinet) | Dimitar Abadjiev (klarient) | Lucy Hui-Chu Chuang (klarinet) | | |
| 1995      | Zoltán Kovács (klarinet) | Dimitar Abadjiev (klarient) | Bálint Károsi (klarinet) | | |
| 1995      | Zoltán Kovács (klarinet) | Dimitar Abadjiev (klarient) | Alexej Milkin (klarinet) | | |
| 1995      | Clemens Haustein (hoboj) | Vilém Veverka (hoboj) | Cena nebyla udělena | | |
| 1995      | Jiří Houdek (trubka) | Alexandr Beer (trubka) | Andris Nelsons (trubka) | | |
| 1995      | Cena nebyla udělena | Cena nebyla udělena | Marie Čapská (lesní roh) | | |
| 1995      | ABSOLUTNÍ VÍTĚZ – Katalin Kramarics | | | | |
| 1994      | 1. cena | 2. cena | Čestné uznání | | |
| 1994      | Jevgenij Sudbin (klavír) | Ivo Kahánek (klavír) | Václav Mácha (klavír) | | |
| 1994      | Jevgenij Sudbin (klavír) | Ivo Kahánek (klavír) | Angela Song (klavír) | | |
| 1994      | Jevgenij Sudbin (klavír) | Ivo Kahánek (klavír) | Jacinthe Latour (klavír) | | |
| 1994      | Jevgenij Sudbin (klavír) | Ivo Kahánek (klavír) | Adrienn Köszegi (klavír) | | |
| 1994      | Jevgenij Sudbin (klavír) | Ivo Kahánek (klavír) | Martin Helmchen (klavír) | | |
| 1994      | Jevgenij Sudbin (klavír) | Ivo Kahánek (klavír) | Meryem Akdenizli (klavír) | | |
| 1994      | Jevgenij Sudbin (klavír) | Ivo Kahánek (klavír) | Nataša Čerkez (klavír) | | |
| 1994      | Jevgenij Sudbin (klavír) | Ivo Kahánek (klavír) | Alina Kirjajeva (klavír) | | |
| 1994      | Alexej Nagovicyn (housle) | Cena nebyla udělena | Jan Fišer (housle) | | |
| 1994      | Alexej Nagovicyn (housle) | Cena nebyla udělena | Elena Mikhailova (housle) | | |
| 1994      | Katharina Krüger (housle) | Cena nebyla udělena | Natan Dondalski (housle) | | |
| 1994      | Katharina Krüger (housle) | Cena nebyla udělena | Oskars Silinsh (housle) | | |
| 1994      | Katharina Krüger (housle) | Cena nebyla udělena | Ariane Becker-Bender (housle) | | |
| 1994      | Dmitrij Maslennikov (violoncello) | Johann Ludwig (violoncello) | Bernhard Hedenborg (violoncello)                                                                                                   | | |
| 1994      | Dmitrij Maslennikov (violoncello) | Johann Ludwig (violoncello) | Danila Ivanov (violoncello) | | |
| 1994      | ABSOLUTNÍ VÍTĚZ – Jevgenij Sudbin | | | | |
| 1993      | 1. cena | 2. cena | Čestné uznání | | |
| 1993      | Kategorie DUO | Kategorie DUO | Kategoriee DUO | | |
| 1993      | Alena Čechová (housle) Petr Čech (klavír) | Wilfried Hedenborg (housle) Bernhard Hedenborg (violoncello) | Věra Meislová (klavír) Eva Fraňková (klavír)                                                                                       | | |
| 1993      | Kategorie TRIO | Kategorie TRIO | Kategoriee TRIO | | |
| 1993      | Cena nebyla udělena | Anja Bukovec (housle) Luděk Růžička (housle) Hana Dvořáková (klavír) | Cena nebyla udělena | | |
| 1993      | Cena nebyla udělena | Petr Ovčarov (klavír) Maxim Chocholkov (housle) Dmitrij Maslennikov (violoncello) | Cena nebyla udělena | | |
| 1993      | Kategorie KVARTETO | Kategorie KVARTETO | Kategoriee KVARTETO | | |
| 1993      | Terezie Nollová (flétna) Radka Janečková (flétna) Dita Čeledová (flétna) Pavla Trefná (flétna)                                                                                                  | Cena nebyla udělena | Ilone Turunen (housle) Maija Linkola(housle) Lotta Poijärvi (viola) Joel Laakso (violoncello)                                      | | |
| 1993      | Kategoriee KVINTETO | Kategoriee KVINTETO | Kategoriee KVINTETO | | |
| 1993      | Cena nebyla udělena | Cena nebyla udělena | István Sztán (trubka) Gábor Devecsai (trubka) Zoltán Szöke (lesní roh) Balázs Szakszon (trombón) Zsolt Szénási (tuba)              | | |
| 1993      | ABSOLUTNÍ VÍTĚZ – Alena Čechová a Petr Čech | | | | |
| 1992      | 1. cena | 2. cena | Čestné uznání | | |
| 1992      | Jaromír Pšánský (flétna) | Katja Schneider (flétna) | Anne-Catherine Heizmann (flétna)                                                                                                   | | |
| 1992      | Jaromír Pšánský (flétna) | Katja Schneider (flétna) | Teresa Kathleen Clarke (flétna) | | |
| 1992      | Tanja van der Kooij (hoboj) | Pirkka Sipilä (hoboj) | Vratislav Vlna (hoboj) | | |
| 1992      | Tanja van der Kooij (hoboj) | Pirkka Sipilä (hoboj) | Alexej Ogričuk (trubka) | | |
| 1992      | Tanja van der Kooij (hoboj) | Pirkka Sipilä (hoboj) | Miranda Burt (hoboj) | | |
| 1992      | Tanja van der Kooij (hoboj) | Pirkka Sipilä (hoboj) | Melinda Kothencz (hoboj) | | |
| 1992      | János Zinner (lesní roh) | Martin Meyer (lesní roh) | Karin Korath (lesní roh) | | |
| 1992      | Kateřina Váchová (klarinet) | Jiří Kotal (klarinet) | Katherine Ann Spencer (klarinet)                                                                                                   | | |
| 1992      | Kateřina Váchová (klarinet) | Jiří Kotal (klarinet) | Antanas Taločka (klarinet) | | |
| 1992      | Kateřina Váchová (klarinet) | Jiří Kotal (klarinet) | Bernát Tószegi (klarinet) | | |
| 1992      | Kateřina Váchová (klarinet) | Jiří Kotal (klarinet) | Vsevolod Zubarev (klarient) | | |
| 1992      | Jaroslav Halíř (trubka) | Zsolt Spitzer (trubka) | Andrej Kovalinskij (trubka) | | |
| 1992      | Jaroslav Halíř (trubka) | Zsolt Spitzer (trubka) | Balast Nemes (trubka) | | |
| 1992      | ABSOLUTNÍ VÍTĚZ – Kateřina Váchová | | | | |
| 1991      | 1. cena | 2. cena | Čestné uznání | | |
| 1991      | Anna Kravčenko (klavír) | Andrej Ponočevnyj (klavír) | Alexej Grinjuk (klavír) | | |
| 1991      | Anna Kravčenko (klavír) | Andrej Ponočevnyj (klavír) | Péter Köcsky (klavír) | | |
| 1991      | Anna Kravčenko (klavír) | Andrej Ponočevnyj (klavír) | Goli Mohtadi (klavír) | | |
| 1991      | Anna Kravčenko (klavír) | Andrej Ponočevnyj (klavír) | Mirabela Dina (klavír) | | |
| 1991      | Anna Kravčenko (klavír) | Andrej Ponočevnyj (klavír) | Finghín Collins (klavír) | | |
| 1991      | Anna Kravčenko (klavír) | Andrej Ponočevnyj (klavír) | Patric Barendregt (klavír) | | |
| 1991      | Anna Kravčenko (klavír) | Andrej Ponočevnyj (klavír) | Jerry Jantunen (klavír) | | |
| 1991      | Anna Kravčenko (klavír) | Andrej Ponočevnyj (klavír) | Genya Yanagida (klavír) | | |
| 1991      | Anna Kravčenko (klavír) | Andrej Ponočevnyj (klavír) | Alexandra Trusova (klavír) | | |
| 1991      | Mirijam Contzen (housle) | Alena Čechová (housle) | Albena Danailova (housle) | | |
| 1991      | Mirijam Contzen (housle) | Alena Čechová (housle) | Marc-André Gauthier (housle) | | |
| 1991      | Mirijam Contzen (housle) | Alena Čechová (housle) | Alexandru Tomescu (housle) | | |
| 1991      | Mirijam Contzen (housle) | Alena Čechová (housle) | Sharon Jaari (housle) | | |
| 1991      | Mirijam Contzen (housle) | Alena Čechová (housle) | Mark Komaňko (housle) | | |
| 1991      | Mirijam Contzen (housle) | Alena Čechová (housle) | Werner von Schnitzler (housle) | | |
| 1991      | Mirijam Contzen (housle) | Alena Čechová (housle) | Svetlin Rusev (housle) | | |
| 1991      | Mikael Samsonov (violoncello) | Claudio Bohorquez (violoncello) | Ionut Zamfir (violoncello) | | |
| 1991      | ABSOLUTNÍ VÍTĚZ – Mirijam Contzen | | | | |
| 1990      | 1. cena | 2. cena | Čestné uznání | | |
| 1990      | Kategorie DUO | Kategorie DUO | Kategoriee DUO | | |
| 1990      | Anna Ajrapetjanc (klavír) Ripsime Ajrapetjanc (housle) | Pavel Šporcl (housle) Jitka Fraňková (klavír) | Dita Beranová (lesní roh) Veronika Gabrielová (klavír)                                                                             | | |
| 1990      | Anna Ajrapetjanc (klavír) Ripsime Ajrapetjanc (housle) | Pavel Šporcl (housle) Jitka Fraňková (klavír) | Petra Berényi (cimbál) Miklós Lukács (cimbál)                                                                                      | | |
| 1990      | Kategorie TRIO | Kategoriee TRIO | Kategoriee TRIO | | |
| 1990      | Alexandr Gladyšev (klavír) Anastasia Ivanova (housle) Sergej Novikov (violoncello) | Ljuba Gostilovič (klavír) Voloďa Lichtěn (housle) Kaťja Averjanova (violoncello) | Cena nebyla udělena | | |
| 1990      | Kategorie KVARTETO | Kategorie KVARTETO | Kategoriee KVARTETO | | |
| 1990      | Jakub Malý (flétna) Miloš Bydžovský (klarinet) Marek Rothbauer (fagot) Petr Kužvart (trubka) | Michael Zapotoczky (housle) Susanne Zapotoczky (housle) Charlotte Zapotoczky (viola) Johannes Zapotoczky (violoncello)                                                                                        | Jan Linhart (sopránová flétna) Lucie Valchářová (altová flétna) Veronika Kofroňová (tenorová flétna) Hana Sakslová (basová flétna) | | |
| 1990      | Kategorie KVINTETO | Kategorie KVINTETO | Kategoriee KVINTETO | | |
| 1990      | Marek Zvolánek (trubka) Aleš Dvořák (trubka) Kryštof Pípal (lesní roh) Stanislav Penk (trombón) Jiří Kolář (tuba)                                                                               | Cena nebyla udělena | Cena nebyla udělena | | |
| 1990      | ABSOLUTNÍ VÍTĚZ – Pavel Šporcl a Jitka Fraňková | | | | |
| 1989      | 1. cena | 2. cena | Čestné uznání | | |
| 1989      | Žofie Vokálková (flétna) | Gergely Bodoky (flétna) | Robert Lerch (flétna) | | |
| 1989      | Žofie Vokálková (flétna) | Gergely Bodoky (flétna) | Bettina Klemm (flétna) | | |
| 1989      | Žofie Vokálková (flétna) | Gergely Bodoky (flétna) | Kersten McCall (flétna) | | |
| 1989      | Žofie Vokálková (flétna) | Gergely Bodoky (flétna) | Matúš Betko (flétna) | | |
| 1989      | Žofie Vokálková (flétna) | Gergely Bodoky (flétna) | Ilona Gotliba (flétna) | | |
| 1989      | Radek Baborák (lesní roh) | Jörg Brückner (lesní roh) | Tino Bölk (lesní roh) | | |
| 1989      | Radek Baborák (lesní roh) | Jörg Brückner (lesní roh) | Marc Ostertag (lesní roh) | | |
| 1989      | Zbyněk Müller (hoboj) | Yue Cheng (hoboj) | Marja Talka (hoboj) | | |
| 1989      | Zbyněk Müller (hoboj) | Yue Cheng (hoboj) | Ivan Rumerio (hoboj) | | |
| 1989      | Jevgenij Petrov (klarinet) | György Reé (klarinet) | Alexej Ivanov (klarinet) | | |
| 1989      | Jevgenij Petrov (klarinet) | György Reé (klarinet) | Nina Janssen (klarinet) | | |
| 1989      | Jevgenij Petrov (klarinet) | György Reé (klarinet) | Vojtěch Nýdl (klarinet) | | |
| 1989      | Jevgenij Petrov (klarinet) | György Reé (klarinet) | Regina Müller (klarinet) | | |
| 1989      | Jevgenij Petrov (klarinet) | György Reé (klarinet) | Tomáš Kopáček (klarinet) | | |
| 1989      | Jevgenij Petrov (klarinet) | György Reé (klarinet) | Alex Nyers (klarinet) | | |
| 1989      | Jevgenij Petrov (klarinet) | György Reé (klarinet) | Arto Haiskanen (klarinet) | | |
| 1989      | Tamás Póti (trubka) | Zsolt Skultéti (trubka) | Jan Hlinka (trubka) | | |
| 1989      | Tamás Póti (trubka) | Zsolt Skultéti (trubka) | Bogdan Efanov (trubka) | | |
| 1989      | ABSOLUTNÍ VÍTĚZ – Radek Baborák | | | | |
| 1988      | 1. cena | 2. cena | Čestné uznání | | |
| 1988      | Eldar Něbolsin (klavír) | Jitka Fraňková (klavír) | Naida Cole (klavír) | | |
| 1988      | Eldar Něbolsin (klavír) | Jitka Fraňková (klavír) | Olga Pušečnikova (klavír) | | |
| 1988      | Eldar Něbolsin (klavír) | Jitka Fraňková (klavír) | Katharina Rasenhorn (klavír) | | |
| 1988      | Julian Rachlin (housle) | Pavel Šporcl (housle) | Jevgenija Pikovskaja (housle) | | |
| 1988      | Julian Rachlin (housle) | Pavel Šporcl (housle) | Dan-Claudiu Vorničelu (housle) | | |
| 1988      | Georgij Gorjunov (violoncello) | Tanja Tetzlaff (violoncello) | Quirine Viersen (violoncello) | | |
| 1988      | Georgij Gorjunov (violoncello) | Tanja Tetzlaff (violoncello) | Juliana von Hahn (violoncello) | | |
| 1988      | ABSOLUTNÍ VÍTĚZ – Julian Rachlin | | | | |
| 1987      | 1. cena | 2. cena | Čestné uznání | | |
| 1987      | Kategorie DUO | Kategorie DUO | Kategoriee DUO | | |
| 1987      | Christine Rox (housle) Hannes Rox (klavír) | Isabelle Faust (housle) Boris Faust (viola) | Jevgenija Pikovskaja (housle) Artem Pavlov (klavír)                                                                                | | |
| 1987      | Kategorie TRIO | Kategorie TRIO | Kategoriee TRIO | | |
| 1987      | Natalja Dudik (klavír) Sergej Livitin (housle) Michail Burovik (violoncello) | Bettina Klemm (flétna) Hagen Wappler (violoncello) Frank Gutschmidt (klavír) | Daniela Erhartová (klavír) Pavel Šporcl (housle) Jiří Šlechta (violoncello)                                                        | | |
| 1987      | Natalja Dudik (klavír) Sergej Livitin (housle) Michail Burovik (violoncello) | Bettina Klemm (flétna) Hagen Wappler (violoncello) Frank Gutschmidt (klavír) | Yin Li Chen (klavír) Jun Ma (housle) Bo Pen (violoncello)                                                                          | | |
| 1987      | Kategorie KVARTETO | Kategorie KVARTETO | Kategoriee KVARTETO | | |
| 1987      | Janika Gustafsson (housle) Marika Gustafsson (housle) Camila Vilkman (viola) Lauri Angervo (violoncello)                                                                                        | Natalja Najdina (housle) Anna Zolotko (housle) Igor Najdin (viola) Alexandr Kašin (violoncello) | Yu Bai (housle) Xi Zhang (housle) Zhen Su (viola) Wen Ma (violoncello)                                                             | | |
| 1987      | Janika Gustafsson (housle) Marika Gustafsson (housle) Camila Vilkman (viola) Lauri Angervo (violoncello)                                                                                        | Natalja Najdina (housle) Anna Zolotko (housle) Igor Najdin (viola) Alexandr Kašin (violoncello) | Elena Fedorova (housle) Maxim Sacharov (housle) Oleg Krylnikov (viola) Ilja Finkelštejn (violoncello)                              | | |
| 1987      | Janika Gustafsson (housle) Marika Gustafsson (housle) Camila Vilkman (viola) Lauri Angervo (violoncello)                                                                                        | Natalja Najdina (housle) Anna Zolotko (housle) Igor Najdin (viola) Alexandr Kašin (violoncello) | Yun Chen (housle) Shuang Wu (housle) Ma Quin Zhang (viola) Xi Chen (violoncello)                                                   | | |
| 1987      | Kategorie KVINTETO | Kategorie KVINTETO | Kategoriee KVINTETO | | |
| 1987      | Alexej Lundin (housle) Sergej Zlotnikov (housle) Alexandra Poslavskaja (viola) Natalja Anikejeva (viola) Alexej Steblev (violoncello)                                                           | Felicity Bryson (flétna) Sarah Roper (hoboj) Jonathan Webb (klarinet) Sarah Burnett (fagot) Rachel Clarke (lesní roh)                                                                                         | Cena nebyla udělena | | |
| 1987      | ABSOLUTNÍ VÍTĚZ – Janika Gustafsson, Marika Gustafsson, Camila Vilkmana Lauri Angervo | | | | |
| 1986      | 1. cena | 2. cena | Čestné uznání | | |
| 1986      | Bogdan Stefanescu (flétna) | Ilze Urbane (flétna) | Wally Hase (flétna) | | |
| 1986      | Bogdan Stefanescu (flétna) | Ilze Urbane (flétna) | Iris Wimmer (flétna) | | |
| 1986      | Bogdan Stefanescu (flétna) | Ilze Urbane (flétna) | Martina Lesná (flétna) | | |
| 1986      | Jiří Špaček (lesní roh) | Esa Tapani (lesní roh) | Rachel Clarke (lesní roh) | | |
| 1986      | Jiří Špaček (lesní roh) | Esa Tapani (lesní roh) | Alexandr Larin (lesní roh) | | |
| 1986      | Susanne Grützmacher (hoboj) | Jiří Tlučhoř (hoboj) | Jitka Baboráková (hoboj) | | |
| 1986      | Susanne Grützmacher (hoboj) | Jiří Tlučhoř (hoboj) | Pavel Strugaljev (hoboj) | | |
| 1986      | Zdeněk Závičák (klarinet) | Uldis Lipskis (klarinet) | Jevgenij Petrov (klarinet) | | |
| 1986      | Zdeněk Závičák (klarinet) | Uldis Lipskis (klarinet) | Marek Miš (klarinet) | | |
| 1986      | Zdeněk Závičák (klarinet) | Uldis Lipskis (klarinet) | Marcis Kulis (klarinet) | | |
| 1986      | Leo Siberski (trubka) | Pasi Pirinen (trubka) | Jakub Chalupa (trubka) | | |
| 1986      | ABSOLUTNÍ VÍTĚZ – Leo Siberski | | | | |
| 1985      | 1. cena | 2. cena | Čestné uznání | | |
| 1985      | Halina Jančiková (klavír) | Anna Drujan (klavír) | Sheila Arnold (klavír) | | |
| 1985      | Halina Jančiková (klavír) | Anna Drujan (klavír) | Valentina Lisica (klavír) | | |
| 1985      | Halina Jančiková (klavír) | Anna Drujan (klavír) | Alexandr Michajluk (klavír) | | |
| 1985      | Halina Jančiková (klavír) | Anna Drujan (klavír) | Milada Pribilova (klavír) | | |
| 1985      | Halina Jančiková (klavír) | Anna Drujan (klavír) | Sabine Simon (klavír) | | |
| 1985      | Halina Jančiková (klavír) | Anna Drujan (klavír) | Lars Vogt (klavír) | | |
| 1985      | Alexandr Kostin (housle) | Denica Kazakova (housle) | Anton Barachovskij (housle) | | |
| 1985      | Alexandr Kostin (housle) | Denica Kazakova (housle) | Anton Barachovskij (housle) | | |
| 1985      | Nina Kotova (violoncello) | Ole Akahoshi (violoncello) | Cena nebyla udělena | | |
| 1985      | ABSOLUTNÍ VÍTĚZ – Alexandr Kostin | | | | |
| 1984      | 1. cena | 2. cena | Čestné uznání | | |
| 1984      | Kategorie DUO | Kategorie DUO | Kategorie DUO | | |
| 1984      | Sonja Korkeala (housle) Katinka Korkeala (housle) | Valentina Lisica (klavír) Taťána Poljačková (housle) | Jurij Likin (hoboj) Andrej Sikorskij (klavír)                                                                                      | | |
| 1984      | Sonja Korkeala (housle) Katinka Korkeala (housle) | Valentina Lisica (klavír) Taťána Poljačková (housle) | Marie Lacasse (housle) Minn Shin (klavír)                                                                                          | | |
| 1984      | Sonja Korkeala (housle) Katinka Korkeala (housle) | Valentina Lisica (klavír) Taťána Poljačková (housle) | Ilze Urbane (flétna) Janis Zilbers (klavír)                                                                                        | | |
| 1984      | Kategorie TRIO | Kategorie TRIO | Kategoriee TRIO | | |
| 1984      | Oleg Galperin (violoncello) Marija Kolajko (klavír) Michail Richter (housle) | Jana Brožková (hoboj) Ludmila Peterková (klarinet) Pavel Langpaul (fagot) | Martin Sekyra (housle) Petr Šporcl (violoncello) Milan Franěk (klavír)                                                             | | |
| 1984      | Oleg Galperin (violoncello) Marija Kolajko (klavír) Michail Richter (housle) | Jana Brožková (hoboj) Ludmila Peterková (klarinet) Pavel Langpaul (fagot) | Sergej Kudrjavcev (flétna) Jaroslav Čerenkov (violoncello) Irina Sorokina (klavír)                                                 | | |
| 1984      | Kategorie KVARTETO | Kategorie KVARTETO | Kategoriee KVARTETO | | |
| 1984      | Jan-Arne Södreblom (housle) Satu Salkumäki (housle) Ilari Angervo (viola) Jan-Erik Gustafsson (violoncello)                                                                                     | Alexandr Zeiher (housle) Isabelle Faust (housle) Boris Faust (viola) Henning Harms (violoncello) | Jiří Novák (housle) Jan Drahota(housle) Marie Šulcová (viola) Libor Švejda (violoncello)                                           | | |
| 1984      | ABSOLUTNÍ VÍTĚZ – Oleg Galperin, Marija Kolajko a Jan-Erik Gustafsson | | | | |
| 1983      | 1. cena | 2. cena | Čestné uznání | | |
| 1983      | Vincent Lucas (flétna) | Michael Kofler (flétna) | Kornelia Brandkamp (flétna) | | |
| 1983      | Vincent Lucas (flétna) | Michael Kofler (flétna) | Anton Korolev (flétna) | | |
| 1983      | Vincent Lucas (flétna) | Michael Kofler (flétna) | Helena Holečková (flétna) | | |
| 1983      | Andreas Langosch (lesní roh) | Cena nebyla udělena | Jiří Špaček (lesní roh) | | |
| 1983      | Jana Brožková (hoboj) | Viktoria Kafka (hoboj) | Tytus Wojnowicz (hoboj) | | |
| 1983      | Jana Brožková (hoboj) | Viktoria Kafka (hoboj) | Kay Zeisberg (hoboj) | | |
| 1983      | Artur Lukomjanskij (klarinet) | Cena nebyla udělena | Wolfram Grosse (klarinet) | | |
| 1983      | Artur Lukomjanskij (klarinet) | Cena nebyla udělena | Dmitrij Artamonov (klarinet) | | |
| 1983      | Artur Lukomjanskij (klarinet) | Cena nebyla udělena | Zdeno Piala (klarinet) | | |
| 1983      | Neeme Birk (trubka) | Josef Matějka (trubka) | Tibor Kiraly (trubka) | | |
| 1983      | Neeme Birk (trubka) | Josef Matějka (trubka) | Leo Siberski (trubka) | | |
| 1983      | ABSOLUTNÍ VÍTĚZ – Vincent Lucas | | | | |
| 1982      | 1. cena | 2. cena | Čestné uznání | | |
| 1982      | Jura Margulis (klavír) | Vadim Ruděnko (klavír) | Igor Adrašev (klavír) | | |
| 1982      | Jura Margulis (klavír) | Vadim Ruděnko (klavír) | Martin Kotek (klavír) | | |
| 1982      | Varti Manueljan (housle) | Pavel Eret (housle) | Alexandr Abajev (housle) | | |
| 1982      | Leonid Gorochov (violoncello) | Agnese Rugevica (violoncello) | Jana Králová (violoncello) | | |
| 1982      | ABSOLUTNÍ VÍTĚZ – Leonid Gorochov | | | | |
| 1981      | 1. cena | 2. cena | Čestné uznání | | |
| 1981      | Kategorie DUO | Kategorie DUO | Kategoriee DUO | | |
| 1981      | Anette Liss (klavír) Karin Műller-Zűllow (klavír) | Jana Králová (violoncello) Alena Králová (klavír) | Toysten Weibel (klavír) Susanne Dieterle (klavír)                                                                                  | | |
| 1981      | Anette Liss (klavír) Karin Műller-Zűllow (klavír) | Jana Králová (violoncello) Alena Králová (klavír) | Diana Popescu (klavír) Ruxandra Simionescu (housle)                                                                                | | |
| 1981      | Anette Liss (klavír) Karin Műller-Zűllow (klavír) | Jana Králová (violoncello) Alena Králová (klavír) | Michail Janovickij (klavír) Anton Istomin (violoncello)                                                                            | | |
| 1981      | Kategorie TRIO | Kategorie TRIO | Kategoriee TRIO | | |
| 1981      | Jekatěrina Melnikova (klavír) Larisa Kolokolčikova (housle) Taťána Anisimova (violoncello) | Cena nebyla udělena | Alexandr Abajev (housle) Irina Tětěrina (violoncello) Milana Gelman (klavír)                                                       | | |
| 1981      | Jekatěrina Melnikova (klavír) Larisa Kolokolčikova (housle) Taťána Anisimova (violoncello) | Cena nebyla udělena | Inese Milzaraja (housle) Olga Možare (violoncello) Světlana Kim (klavír)                                                           | | |
| 1981      | Jekatěrina Melnikova (klavír) Larisa Kolokolčikova (housle) Taťána Anisimova (violoncello) | Cena nebyla udělena | Pavel Jirásek (lesní roh) Lenka Kmoníčková (lesní roh) Jaroslav Brych (lesní roh)                                                  | | |
| 1981      | Kategorie KVARTETO | Kategorie KVARTETO | Kategoriee KVARTETO | | |
| 1981      | Anton Batagov (klavír) Jekatěrina Guseva (housle) Natalija Demidovič (viola) Gennadij Antonov (violoncello)                                                                                     | Cena nebyla udělena | Cena nebyla udělena | | |
| 1981      | Kategorie KVINTETO | Kategorie KVINTETO | Kategoriee KVINTETO | | |
| 1981      | Alexandr Karpov (klarinet) Taťána Trojanker (housle) Irina Pavlichina (housle) Anna Puškareva (viola) Anton Orlov (violoncello)                                                                 | Zoltán Szekeres (trubka) Zoltán Molnár (trubka) Ferenc Bodon (lesní roh) István Szabó (trombón) Tamás Redeczky (tuba)                                                                                         | Vojtěch Spurný (flétna) Jiří Zelba (hoboj) Tomáš Bartoš (klarinet) Miroslav Rovenský (lesní roh) Richard Srbený (fagot)            | | |
| 1981      | ABSOLUTNÍ VÍTĚZ – Alexandr Karpov, Taťána Trojanker, Irina Pavlichina , Anna Puškareva a Anton Orlov                                                                                            | | | | |
| 1980      | 1. cena | 2. cena | Čestné uznání | | |
| 1980      | Andrej Petkov (flétna) | Angelika Suhle (flétna) | Eleonora Ciupka (flétna) | | |
| 1980      | Andrej Petkov (flétna) | Angelika Suhle (flétna) | Reglinde Forberg (flétna) | | |
| 1980      | Andrej Petkov (flétna) | Angelika Suhle (flétna) | Martina Fraňková (flétna) | | |
| 1980      | Andrej Petkov (flétna) | Angelika Suhle (flétna) | Dita Krenberga (flétna) | | |
| 1980      | Andrej Petkov (flétna) | Angelika Suhle (flétna) | Leonid Lebeděv (flétna) | | |
| 1980      | Andrej Petkov (flétna) | Angelika Suhle (flétna) | Jane Spiers (flétna) | | |
| 1980      | Pavel Jirásek (lesní roh) | Michel Gasciarino (lesní roh) | Michel Gasciarino (lesní roh) | | |
| 1980      | Bodo Werner (lesní roh) | Michel Gasciarino (lesní roh) | Michel Gasciarino (lesní roh) | | |
| 1980      | Gabriele Bastian (hoboj) | Dušan Foltýn (hoboj) | Sabinne Rapp (hoboj) | | |
| 1980      | Gabriele Bastian (hoboj) | Dušan Foltýn (hoboj) | Győrgyi Tóth (hoboj) | | |
| 1980      | Pavel Brázda (klarinet) | Alexandr Karpov (klarinet) | Dariusz Elbe (klarinet) | | |
| 1980      | Pavel Brázda (klarinet) | Alexandr Karpov (klarinet) | Radoslav Karaulanov (klarinet) | | |
| 1980      | Pavel Brázda (klarinet) | Alexandr Karpov (klarinet) | Armin Liebich (klarinet) | | |
| 1980      | Pavel Brázda (klarinet) | Alexandr Karpov (klarinet) | Jozef Uhliar (klarinet) | | |
| 1980      | Ilja Školnik (trubka) | Cena nebyla udělena | Wolfgang Bauer (trubka) | | |
| 1980      | Ilja Školnik (trubka) | Cena nebyla udělena | Tusko Lundell (trubka) | | |
| 1980      | ABSOLUTNÍ VÍTĚZ – Ilja Školnik | | | | |
| 1979      | 1. cena | 2. cena | Čestné uznání | | |
| 1979      | Julia Goldstein (klavír) | Julie Stadler (klavír) | Stanislav Bunin (klavír) | | |
| 1979      | Julia Goldstein (klavír) | Julie Stadler (klavír) | Jennifer Margaret Cowell (klavír)                                                                                                  | | |
| 1979      | Julia Goldstein (klavír) | Julie Stadler (klavír) | Thomas Effner (klavír) | | |
| 1979      | Julia Goldstein (klavír) | Julie Stadler (klavír) | Yukino Fujiwara (klavír) | | |
| 1979      | Julia Goldstein (klavír) | Julie Stadler (klavír) | Mariana Dimitrova Gjurkova (klavír)                                                                                                | | |
| 1979      | Julia Goldstein (klavír) | Julie Stadler (klavír) | Eugen Parland (klavír) | | |
| 1979      | Julia Goldstein (klavír) | Julie Stadler (klavír) | Veselin Petrov Stanev (klavír) | | |
| 1979      | Julia Goldstein (klavír) | Julie Stadler (klavír) | Helena Suchárová (klavír) | | |
| 1979      | Boris Gromov (housle) | Alexej Tolpygo (housle) | Oleg Gradow (housle) | | |
| 1979      | Boris Gromov (housle) | Alexej Tolpygo (housle) | Ulrike-Anima Mathé (housle) | | |
| 1979      | Boris Gromov (housle) | Alexej Tolpygo (housle) | František Novotný (housle) | | |
| 1979      | Boris Gromov (housle) | Alexej Tolpygo (housle) | Christian Tetzlaff (housle) | | |
| 1979      | Rio Toyoda (violoncello) | Cena nebyla udělena | Johanna Picker (violoncello) | | |
| 1979      | Rio Toyoda (violoncello) | Cena nebyla udělena | Jan Vogler (violoncello) | | |
| 1978      | 1. cena | 2. cena | Čestné uznání | | |
| 1978      | Kategorie DUO | Kategorie DUO | Kategorie DUO | | |
| 1978      | Jaroslav Bělgorodskij (housle) Marina Kalinina (klavír) | Ramon Jaffé (violoncello) Markus Pawlik (klavír) | Martin Škampa (violoncello) Hana Hixová (violoncello)                                                                              | | |
| 1978      | Jaroslav Bělgorodskij (housle) Marina Kalinina (klavír) | Ramon Jaffé (violoncello) Markus Pawlik (klavír) | Jana Hájková (housle) Renata Bialasová (klavír)                                                                                    | | |
| 1978      | Kategorie TRIO | Kategorie TRIO | Kategorie TRIO | | |
| 1978      | Sergej Ščepkin (klavír) Boris Vasiljev (housle) Taťána Švejduk (violoncello) | Mimu Aramaki (klavír) Lavard Skou-Larsen (housle) Andreas Pőzlberger (violoncello) | Frank-Immo Zichner (klavír) Kai Vogler (housle) Peter Bruns (violoncello)                                                          | | |
| 1978      | Sergej Ščepkin (klavír) Boris Vasiljev (housle) Taťána Švejduk (violoncello) | Mimu Aramaki (klavír) Lavard Skou-Larsen (housle) Andreas Pőzlberger (violoncello) | Jan Hrdlička (klarinet) Michal Svoboda (klarinet) Jaroslav Kubita (fagot)                                                          | | |
| 1978      | Sergej Ščepkin (klavír) Boris Vasiljev (housle) Taťána Švejduk (violoncello) | Mimu Aramaki (klavír) Lavard Skou-Larsen (housle) Andreas Pőzlberger (violoncello) | Nina Chludova (klavír) Taťána Borovik (housle) Světlana Kosareva (violoncello)                                                     | | |
| 1978      | Kategorie KVARTETO | Kategorie KVARTETO | Kategorie KVARTETO | | |
| 1978      | Cena nebyla udělena | Cena nebyla udělena | Taťana Pavlova (klavír) Anna Nikulina (housle) Sergej Jedunov (viola) Kirill Rodin (violoncello)                                   | | |
| 1978      | Kategorie KVINTETO | Kategorie KVINTETO | Kategorie KVINTETO | | |
| 1978      | Alexandr Markovič (klavír) Oksana Rozanova (housle) Michail Šmidt (housle) Natalija Rumjanceva (viola) Igor Sitnikov (violoncello)                                                              | Blanka Basařová (flétna) Kateřina Vrkočová (flétna) Milan Oliverius (klarinet) Ivan Závodský (klarinet) Aleš Plešinger (klarinet)                                                                             | János Szabó (trubka) Gábor Varga (trubka) István Rarkövi (trubka) László Sikarim (trombón) Jószsef Gazsinka (tuba)                 | | |
| 1977      | 1. cena | 2. cena | Čestné uznání | | |
| 1977      | Radek Malotín (flétna) | Evamarie Müller (flétna) | Jevgenij Tripeckij (flétna) | | |
| 1977      | Radek Malotín (flétna) | Evamarie Müller (flétna) | Michaela Papenberg (flétna) | | |
| 1977      | Radek Malotín (flétna) | Evamarie Müller (flétna) | Adriena Yovova (flétna) | | |
| 1977      | Nelle Bettina Langleh (klarinet) | Günther Gradischnig (klarinet) | Frank Garais (klarinet) | | |
| 1977      | Nelle Bettina Langleh (klarinet) | Günther Gradischnig (klarinet) | Alexej Korovin (klarinet) | | |
| 1977      | Nelle Bettina Langleh (klarinet) | Günther Gradischnig (klarinet) | István Varga (klarinet) | | |
| 1977      | Jan Kolář (hoboj) | Ekkehard Hering (hoboj) | Gerald Fröhlich (hoboj) | | |
| 1977      | Jan Kolář (hoboj) | Ekkehard Hering (hoboj) | Dimitr Jordanov (hoboj) | | |
| 1977      | Jan Harshagen (lesní roh) | Wieland Wirth (lesní roh) | Stanislav Ces (lesní roh) | | |
| 1977      | Jan Harshagen (lesní roh) | Wieland Wirth (lesní roh) | Zina Vančurová (lesní roh) | | |
| 1977      | Cena nebyla udělena | Zoltán Kovács (trubka) | Jan Hasenhöhrl (trubka) | | |
| 1977      | Cena nebyla udělena | Zoltán Kovács (trubka) | Alexej Korolkov (trubka) | | |
| 1976      | 1. cena | 2. cena | Čestné uznání | | |
| 1976      | Lilia Zajarnaja (klavír) | Polina Fedotova (klavír) | Liana Baronaite (klavír) | | |
| 1976      | Lilia Zajarnaja (klavír) | Elena Mižega (klavír) | Jaromír Klepáč (klavír) | | |
| 1976      | Lilia Zajarnaja (klavír) | Elena Mižega (klavír) | Kristin Merscher (klavír) | | |
| 1976      | Sergej Stadler (housle) | Lena Denisova (housle) | Philipp Beckert (housle) | | |
| 1976      | Sergej Stadler (housle) | Lena Denisova (housle) | Chantal Juliet (housle) | | |
| 1976      | Sergej Stadler (housle) | Lena Denisova (housle) | Markus Wolf (housle) | | |
| 1976      | Sergej Stadler (housle) | Lena Denisova (housle) | Thomas Zehetmair (housle) | | |
| 1976      | Wanda Glowacka (violoncello) | Hana Kuchařová (violoncello) | Raphael Flieder (violoncello) | | |
| 1976      | Wanda Glowacka (violoncello) | Hana Kuchařová (violoncello) | Michail Lezdkan (violoncello) | | |
| 1975      | 1. cena | 2. cena | Čestné uznání | | |
| 1975      | Kategorie DUO | Kategorie DUO | Kategorie DUO | | |
| 1975      | Josef Krečmer (violoncello) Monika Čermáková (klavír) | Jitka Nováková (housle) Zdeňka Kolářová (klavír) | Taťána Batrakova (klavír) Larisa Izačik (klavír)                                                                                   | | |
| 1975      | Josef Krečmer (violoncello) Monika Čermáková (klavír) | Jitka Nováková (housle) Zdeňka Kolářová (klavír) | Jana Hájková (housle) Věra Hájková (klavír)                                                                                        | | |
| 1975      | Josef Krečmer (violoncello) Monika Čermáková (klavír) | Jitka Nováková (housle) Zdeňka Kolářová (klavír) | Chantal Juillet (housle) Louis Lortie (klavír)                                                                                     | | |
| 1975      | Josef Krečmer (violoncello) Monika Čermáková (klavír) | Jitka Nováková (housle) Zdeňka Kolářová (klavír) | Viktoria Kodratjuk (housle) Simona Frenkel (klavír)                                                                                | | |
| 1975      | Kategorie TRIO | Kategorie TRIO | Kategorie TRIO | | |
| 1975      | Cena nebyla udělena | Gwen Hoebig (housle) Desmond Hoebig (violoncello) Jackie Parker (klavír) | Maria Bronina (housle) Nikolaj Pavlinov (violoncello) Naděžda Sobolev (klavír)                                                     | | |
| 1975      | Cena nebyla udělena | Mark Taube (housle) Sergej Pečatin (violoncello) Světlana Gofman (klavír) | Jörg Niemand (trubka) Friedhelm May (trubka) Olaf Krumpfer (trombón)                                                               | | |
| 1975      | Kategorie KVARTETO | Kategorie KVARTETO | Kategorie KVARTETO | | |
| 1975      | Michail Sinman (housle) Andrej Jakovlev (housle) Světlana Mozgověnko (viola) Marina Tarasova (violoncello)                                                                                      | Lydia Svjatlovskaja (housle) Maxim Fedotov (housle) Jevgenia Petrova (viola) Michail Kvint (violoncello) | Cena nebyla udělena | | |
| 1974      | 1. cena | 2. cena | Čestné uznání | | |
| 1974      | Taras Bujevskij (flétna) | Sabine Bleier (flétna) | Alexander Aleksjuk (flétna) | | |
| 1974      | Taras Bujevskij (flétna) | Sabine Bleier (flétna) | Jevgenij Tripeckij (flétna) | | |
| 1974      | Taras Bujevskij (flétna) | Sabine Bleier (flétna) | Petr Zejfart (flétna) | | |
| 1974      | Vlastimil Mareš (klarinet) | József Balogh (klarinet) | Diethelm Adorf (klarinet) | | |
| 1974      | Vlastimil Mareš (klarinet) | József Balogh (klarinet) | Wolfgang Kremser (klarinet) | | |
| 1974      | Vlastimil Mareš (klarinet) | József Balogh (klarinet) | Sabine Meyer (klarinet) | | |
| 1974      | Mario Kaminski (hoboj) | Jelizaveta Zujeva (hoboj) | Oldřich Adelt (hoboj) | | |
| 1974      | Mario Kaminski (hoboj) | Jelizaveta Zujeva (hoboj) | Zoltán Farkas (hoboj) | | |
| 1974      | Mario Kaminski (hoboj) | Jelizaveta Zujeva (hoboj) | Jacek Piwkowski (hoboj) | | |
| 1974      | Petr Borzov (lesní roh) | Paul Lazar (lesní roh) | Krysztof Skwarek (lesní roh) | | |
| 1974      | Petr Borzov (lesní roh) | Paul Lazar (lesní roh) | Jakob Slachter (lesní roh) | | |
| 1974      | Zdeněk Šedivý (trubka) | Hannes Läubin (trubka) | František Bílek (trubka) | | |
| 1974      | Zdeněk Šedivý (trubka) | Hannes Läubin (trubka) | Ivan Mološtanov (trubka) | | |
| 1974      | Gábor Csizmadia (trubka) | Hannes Läubin (trubka) | Jörg Niemand (trubka) | | |
| 1974      | Gábor Csizmadia (trubka) | Hannes Läubin (trubka) | Macilej Piwkowski (trubka) | | |
| 1973      | 1. cena | 2. cena | Čestné uznání | | |
| 1973      | Hans Christian Wille (klavír) | Momoko Nishino (klavír) | Thomas Bőkheller (klavír) | | |
| 1973      | Hans Christian Wille (klavír) | Momoko Nishino (klavír) | Louis Lortie (klavír) | | |
| 1973      | Hans Christian Wille (klavír) | Momoko Nishino (klavír) | Jackie Parker (klavír) | | |
| 1973      | Hans Christian Wille (klavír) | Momoko Nishino (klavír) | Steffen Strauss (klavír) | | |
| 1973      | Lev Gelbard (housle) | Cena nebyla udělena | Mihaela Martin (housle) | | |
| 1973      | Klara Flieder (housle) | Cena nebyla udělena | Jitka Nováková (housle) | | |
| 1973      | Alexander Rudin (violoncello) | Dore Schuster (violoncello) | Xenia Janovič (violoncello) | | |
| 1973      | Alexander Rudin (violoncello) | Klara Flieder (violoncello) | Xenia Janovič (violoncello) | | |
| 1973      | Alexander Rudin (violoncello) | Peter Wolf (violoncello) | Xenia Janovič (violoncello) | | |
| 1972      | 1. cena | 2. cena | Čestné uznání | | |
| 1972      | Kategorie DUO | Kategorie DUO | Kategorie DUO | | |
| 1972      | Petr Hejný (violoncello) Yvetta Tausingerová (klavír) | Jitka Nováková (housle) Zuzana Šobrová (klavír) | Irena Obedkova (klavír) Nina Seregina (klavír)                                                                                     | | |
| 1972      | Petr Hejný (violoncello) Yvetta Tausingerová (klavír) | Jitka Nováková (housle) Zuzana Šobrová (klavír) | Zoja Kopčáková (housle) Eva Mintálová (klavír)                                                                                     | | |
| 1972      | Petr Hejný (violoncello) Yvetta Tausingerová (klavír) | Jitka Nováková (housle) Zuzana Šobrová (klavír) | Ulrike Pfeufer (violoncello) Sibylle Schlegel (klavír)                                                                             | | |
| 1972      | Kategorie TRIO | Kategorie TRIO | Kategorie TRIO | | |
| 1972      | Uldis Sprudžs (housle) Ivars Pauls (violoncello) Sarmite Liepa (klavír) | Alexander Kozulin (housle) Vladimír Atapin (violoncello) Irina Rjumina (klavír) | Zdeněk Šedivý (trubka) Jiří Šedivý (trubka) Václav Krpata (trombón)                                                                | | |
| 1972      | Uldis Sprudžs (housle) Ivars Pauls (violoncello) Sarmite Liepa (klavír) | Alexander Kozulin (housle) Vladimír Atapin (violoncello) Irina Rjumina (klavír) | Kathrin Rabus (housle) Hans Rabus (violoncello) Romeo Knőbel (klavír)                                                              | | |
| 1972      | Uldis Sprudžs (housle) Ivars Pauls (violoncello) Sarmite Liepa (klavír) | Alexander Kozulin (housle) Vladimír Atapin (violoncello) Irina Rjumina (klavír) | Mihaela Martin (housle) Viorica Borviz (violoncello) Luminita Nitescu (klavír)                                                     | | |
| 1972      | Kategorie KVARTETO | Kategorie KVARTETO | Kategorie KVARTETO | | |
| 1972      | Cena nebyla udělena | Petr Zejfart (flétna) Jiří Havlík (lesní roh) Jan Páleníček (violoncello) Jaroslav Tůma (cembalo) | Jurij Klyčkov (housle) Julia Nikitina (housle) Olga Vlasova (viola) Jevgenij Briskin (violoncello)                                 | | |
| 1972      | Kategorie KVINTETO | Kategorie KVINTETO | Kategorie KVINTETO | | |
| 1972      | Desiree Gatol (sopránová zobcová flétna) Eveline Pluder (sopránová zobcová flétna) Barbara Schmőlzer (altová zobcová flétna) Johannes Skorupa (basová zobcová flétna) Elisabeth Meyer (cembalo) | Gudrun Jahn (sopránová zobcová flétna) Christine Geyer (flétna) Marianne Tilsch (flétna) Michael Stőckigt (cembalo) Gabriele Heinig (violoncello)                                                             | Cena nebyla udělena | | |
| 1972      | Desiree Gatol (sopránová zobcová flétna) Eveline Pluder (sopránová zobcová flétna) Barbara Schmőlzer (altová zobcová flétna) Johannes Skorupa (basová zobcová flétna) Elisabeth Meyer (cembalo) | Desiree Gatol (sopránová zobcová flétna) Eveline Pluder (sopránová zobcová flétna) Barbara Schmőlzer (altová zobcová flétna) Erika Lessjak (tenorová zobcová flétna) Johannes Skorupa (basová zobcová flétna) | Cena nebyla udělena | | |
| 1971      | 1. cena | 2. cena | Čestné uznání | | |
| 1971      | Marina Vorožcova (flétna) | Béla Drahos (flétna) | Bettina Löns (flétna) | | |
| 1971      | Nothard Műller (klarinet) | Vasile Mocioc (klarinet) | František Bláha (klarinet) | | |
| 1971      | Uwe Kleinsorge (hoboj) | Milan Študlar (hoboj) | Alexej Utkin (hoboj) | | |
| 1971      | Andrej Kuzněcov (lesní roh) | Jiří Havlík (lesní roh) | Cena nebyla udělena | | |
| 1971      | Michael Hermann (trubka) | Karl Heinz Georgi (trubka) | Arild Hognes (trubka) | | |
| 1970      | 1. cena | 2. cena | Čestné uznání | | |
| 1970      | Midori Taga (klavír) | Malgorzata Szafránska (klavír) | Taťána Feďkina (klavír) | | |
| 1970      | Midori Taga (klavír) | Malgorzata Szafránska (klavír) | Margarita Hőhenrieder (klavír) | | |
| 1970      | Midori Taga (klavír) | Malgorzata Szafránska (klavír) | Martina Vítová (klavír) | | |
| 1970      | Midori Taga (klavír) | Malgorzata Szafránska (klavír) | Makiko Yamazaki (klavír) | | |
| 1970      | | Shizuka Ishikawa (housle) | János Horváth (housle) | | |
| 1970      | Oleg Zukin (housle) | | János Horváth (housle) | | |
| 1970      | Josif Fejgelson (violoncello) | Boris Vybíral (violoncello) | Viktor Kozodov (violoncello) | | |
| 1969      | 1. cena | 2. cena | Čestné uznání | | |
| 1969      | Kategorie DUO | Kategorie DUO | Kategorie DUO | | |
| 1969      | Shizuka Ishikawa (housle) Mariko Horie (klavír) | Eva Hrabalová (klavír) Boris Vybíral (violoncello) | Cena nebyla udělena | | |
| 1969      | Kategorie TRIO | Kategorie TRIO | Kategorie TRIO | | |
| 1969      | Alexander Brusilovskij (housle) Jelena Michailec (violoncello) Taťána Śebanova (klavír) | Pavel Hůla (housle) Daniel Veis (housle) Helena Snítilová (violoncello) | Cena nebyla udělena | | |
| 1969      | Kategorie KVARTETO | Kategorie KVARTETO | Kategorie KVARTETO | | |
| 1969      | Jana Vlachová (housle) Dana Vlachová (housle) Jan Pospíchal (viola) Petr Hejný (violoncello) | Ulrike Fleming (housle) Assunta Kwoka (housle) Brigitte Schmeid (viola) Doris Laidler (violoncello) | Cena nebyla udělena | | |
| 1968      | Juraj Brunner (flétna) | | | | |
| 1968      | Blanka Řeřichová (flétna) | | | | |
| 1968      | Štepán Žilka (flétna) | | | | |
| 1968      | Jiří Šlégl (klarinet) | | | | |
| 1968      | Jozef Ďurdina (hoboj) | | | | |
| 1968      | Jiří Hebda (hoboj) | | | | |
| 1967      | 1. cena | 2. cena | Čestné uznání | | |
| 1967      | Vladimír Felcman (klavír) | Dina Joffe (klavír) | Zoltán Kocsis (klavír) | | |
| 1967      | Vladimír Felcman (klavír) | Dina Joffe (klavír) | Janusz Olejniczak (klavír) | | |
| 1967      | Vladimír Felcman (klavír) | Dina Joffe (klavír) | Natalia Tolpygo (klavír) | | |
| 1967      | Václav Hudeček (housle) | Dagmara Kalnyň (housle) | Vanja Milanova (housle) | | |
| 1967      | Václav Hudeček (housle) | Dagmara Kalnyň (housle) | Juva Yaron (housle) | | |
| 1967      | Václav Hudeček (housle) | Dagmara Kalnyň (housle) | Alla Zimovska (housle) | | |
| 1967      | Michail Utkin (violoncello) | Lajma Kunkule (violoncello) | Jochen Ameln (violoncello) | | |
| 1967      | Michail Utkin (violoncello) | Lajma Kunkule (violoncello) | Hartmut Brauer (violoncello) | | |
| 1967      | Michail Utkin (violoncello) | Lajma Kunkule (violoncello) | Peter Liesegang (violoncello) | | |
| 1967      | Michail Utkin (violoncello) | Lajma Kunkule (violoncello) | Boris Vybíral (violoncello) | | |
| 1966      | 1. cena | 2. cena | Čestné uznání | | |
| 1966      | Ljubov Timofejeva (klavír) | Cecilia Dettai (klavír) | Cena nebyla udělena | | |
| 1966      | Dmitrij Sitkoveckij (housle) | Václav Hudeček (housle) | Cena nebyla udělena | | |
| 1966      | Cena nebyla udělena | Cena nebyla udělena | Marie Vybíralová (housle) Ludmila Vybíralová (housle) Břetislav Vybíral (violoncello) Milada Vybíralová (klavír)                   | | |